# Pentz (Adelsgeschlecht)
Pentz ist der Name eines uradligen mecklenburgischen Geschlechtes, das auch in Hamburg, Holstein, Dänemark, Kurland, Pommern, Sachsen und Württemberg ansässig wurde. Zahlreiche Angehörige der Familie, deren Zweige zum Teil bis heute bestehen, standen in königlich dänischen Diensten und gelangten auch dort zu Besitz und Ansehen.

## Geschichte

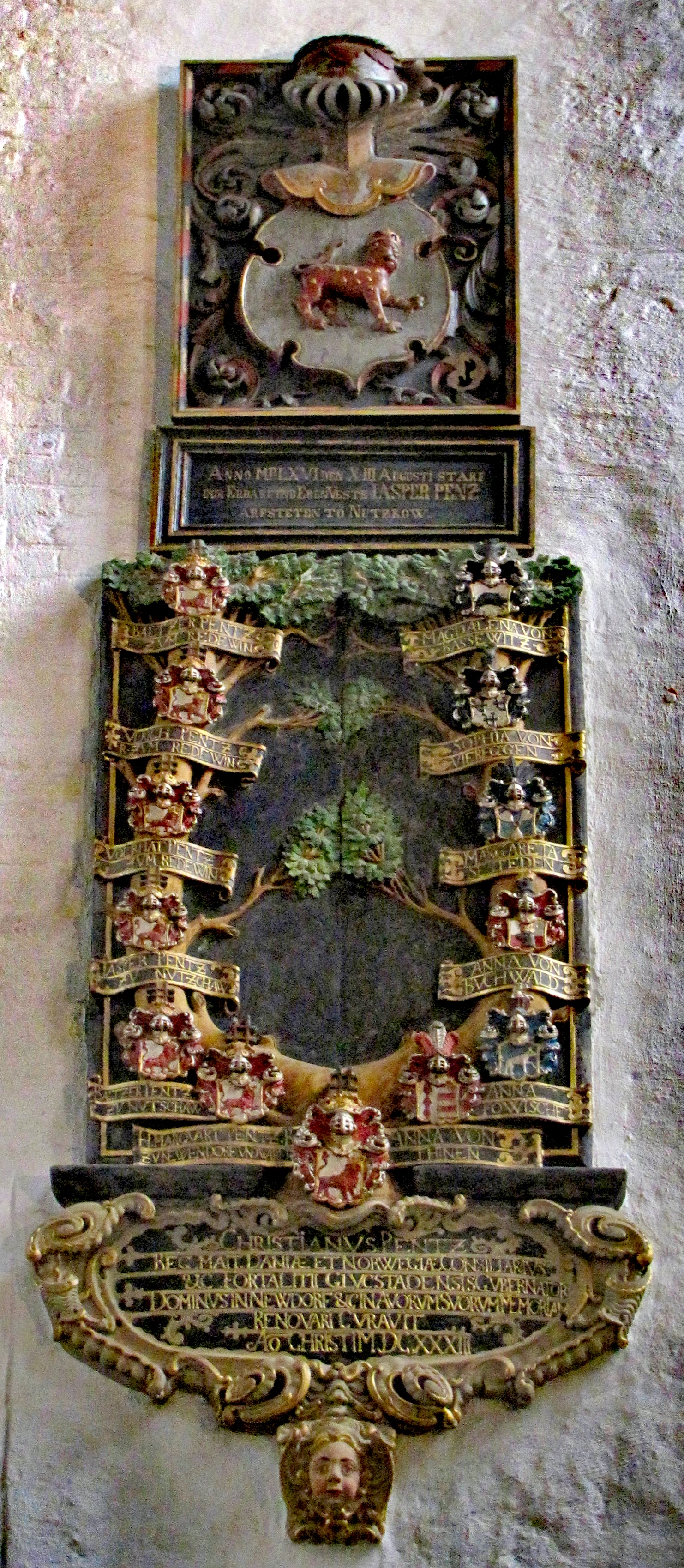
Epitaph für Jasper v. Pentz († 1566) und seine Nachfahren im Lübecker Dom, 1631 gesetzt von Christian Graf v. Pentz

Nach einer Überlieferung niedergeschrieben bei Angelus kamen die Herren von Pentz ursprünglich aus der Mark Brandenburg. Sie sollen 926 von den Wenden aus der Mark vertrieben worden sein und sich dann in Mecklenburg niedergelassen haben. Das heute wüst liegende Stammhaus Panitz (Pentz) im Amt Wittenburg erscheint bereits 1194 erstmals urkundlich. Als Stammvater gilt „Waltherus de Penezt“, der 1219 erstmals urkundlich u. a. auch als Eigentümer der namensstiftenden Begüterung Panitz (Pentz) mittig zwischen Banzin und Damereez gelegen genannt wird. Er war verheiratet mit Adelheid v. Schorlemer, der Tochter des Kolonisators wendischer Ostseegebiete Reinfried v. Schorlemer. Diese Beziehung nutzte er und wandert später nach Pommern aus und gründet dort den reich begüterten pommerschen Zweig (s. a. Reinfried von Pentz in Schloss Loitz). In diesem ist der Name Reinfried stark verbreitet und dieser Teil der Familie stirbt bereits 1489 mit Walter V. v. Pentz aus.
Die bis heute ununterbrochene mecklenburgische Stammreihe beginnt mit Ulrich II. von Pentz, der zwischen 1341 und 1372 in Urkunden genannt wird. Er saß auf der Burg Redefin, ein Lehnsbesitz, und war Pfandherr zu Boizenburg.
1523 gehörten die von Pentz zu den Mitunterzeichnern der Union der Landstände, der Ständeordnung Mecklenburgs, die bis 1918 Bestand hatte. Am 20. Juni 1549 unterschrieben sie auch in Sternberg an der Sagstorfer Brücke den Übertritt Mecklenburgs zum Protestantismus.
Der Grundbesitz konnte im Laufe der Zeit stetig erweitert werden, erreichte vor dem Dreißigjährigen Krieg mit alleine 17 Begüterungen im Amt Wittenburg und mehr als 14.000 ha seinen Höhepunkt. Die Familie erlitt erhebliche Einschnitte sowohl in personeller als auch materieller Form als direkte bzw. indirekte Folge des Dreißigjährigen Krieges. So zogen die Truppen des Feldherrn Wallenstein 1628 quer durch das Amt Wittenburg, wo die Mehrzahl der Begüterungen lag. Dabei wurden in der Regel Feldbestände, Haus, Hof und Vieh gebrandschatzt bzw. geraubt.
Auch in den beiden Weltkriegen verloren die Pentze viele Mitglieder. Im Ersten Weltkrieg fielen fünf Pentze, im Zweiten Weltkrieg sogar sieben. 1945 befanden sich noch 5 Güter im Eigentum der Familie, die im Zuge der Bodenreform in der sowjetischen Besatzungszone entschädigungslos enteignet wurden.
Die Familie gehört auf Grund ihrer langen und für das Land Mecklenburg bedeutenden Geschichte zu den 15 „archivierungswürdigen“ Familien des Landes im Landeshauptarchiv in Schwerin.

### Linien und Persönlichkeiten

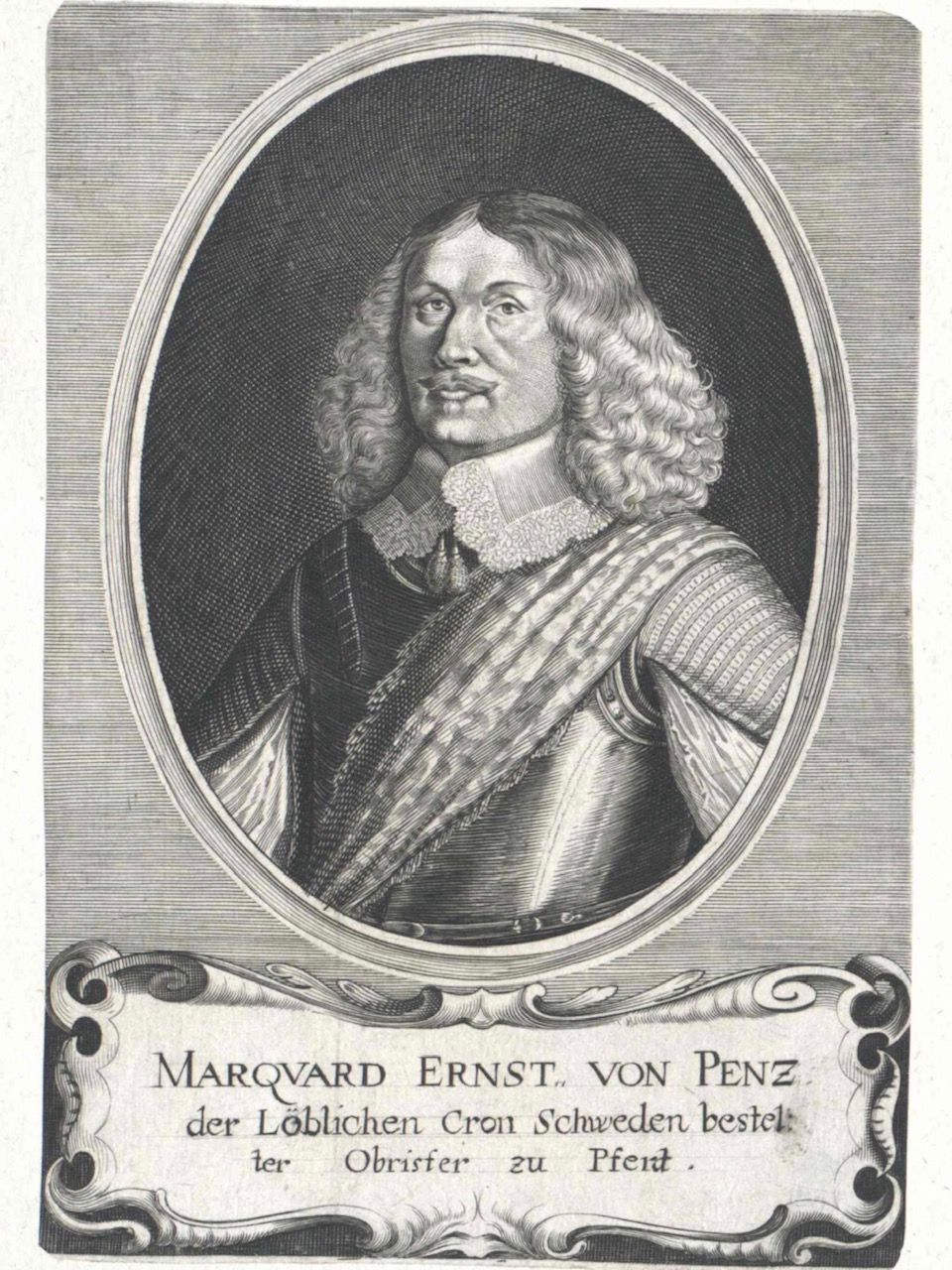
Marquard Ernst v. Pentz 1613–1657, Haus Raguth

Die älteste ununterbrochen nachweisbare Linie geht auf genannten Ulrich II. (ca. 1341–1372) zurück und wird nach dem Stammsitz Volzrade der Familie „Volzrader Linie“ benannt. Von dieser zweigen alle anderen Linien und Häuser ab, so auch die Häuser Raguth (bis 1733), Scharbow (bis 1722), Redefin Warlitz (bis 1720), älteres Haus Melkhof (bis 1572), Redefin-Krentzlin (bis ca. 1650) und Besendorf (bis 1768). Im Einschreibebuch des Klosters Dobbertin befinden sich 19 Eintragungen von Töchtern der Familien von Pentz von 1718 bis 1859 aus Melkhof, Benz, Volzrade, Ponstorf, Klein Grabow und Warlitz zur Aufnahme in das adelige Damenstift im Kloster Dobbertin. Wappenschilder mit anhängenden Ordensstern und Allianzwappen hängen auf der Nonnenempore in der Klosterkirche.

#### Volzrader Linie (Stammhauslinie)
Die auf dem Stammgut Volzrade im Amt Wittenburg (heute zur Landstadt Lübtheen gehörend) ansässige Linie gilt als die Stammhauslinie der Familie v. Pentz, von der sich alle anderen Linien und Häuser abzweigten. Die urkundlich nachweisbare Stammlinie der Familie beginnt mit Ulrich II. (ca. 1341–1372), der neben Volzrade auch Herr auf Burg Redefin war.

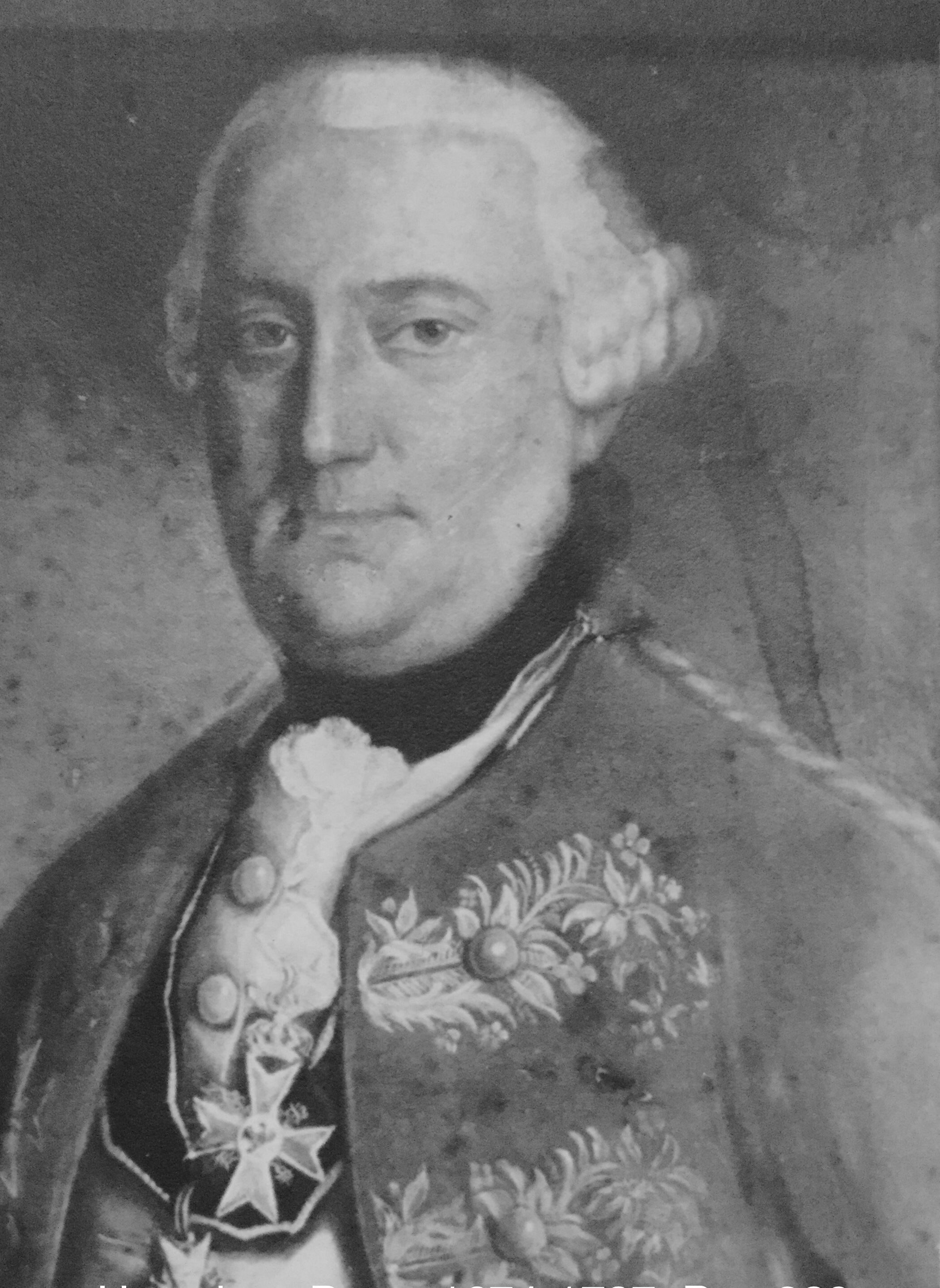
Hartwig v. Pentz 1674–1724, Volzrader Linie, auf Jessenitz

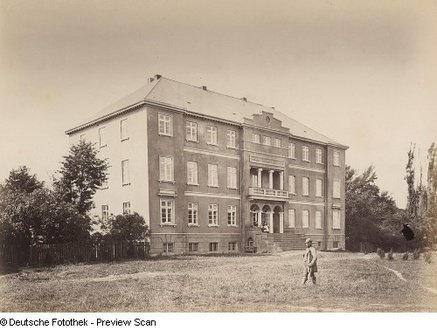
Herrenhaus Volzrade (um 1920)

Volzrade ist ein altes Familienlehn, das auf das Jahr 1363 zurückgeht und das sich bis zur Enteignung im Jahre 1945 im ununterbrochenen Besitz der Familie befand. Bereits um 1200 war dort eine Turmhügelburg (im späteren Gutspark gelegen) entstanden und darum eine kleine Siedlung. Die Ritterburg wurde im 16. Jahrhundert zerstört und Lewin von Pentz errichtete 1592 ein Herrenhaus, das 1618 abbrannte. Um 1640 wurde von Curd von Pentz das zweite Gutshaus gebaut sowie eine Windmühle und eine Schäferei. 1827 brannte das Haus aus und 1838 wurde das dritte Herrenhaus nach Plänen von J.H. Gottfried Krug im Stil der Neorenaissance neu erbaut und 1863 aufgestockt. Von 1994 bis 2002 hat Hugo Pentz-v.Schlichtegroll das Gutshaus wieder erworben und zu seinem Wohnsitz nebst Pensionsbetrieb hergerichtet.
Von Gotthard Wilhelm v. Pentz (1720 bis 1798) setzt sich durch seinen aus 2. Ehe stammenden Sohn Gotthard Friedrich Christopher (1771–1843) die Stammhaus Linie als Gremmeliner Linie (siehe unten) fort, während sich durch den Sohn Gotthard Wilhelm (1754–1831) aus 1. Ehe die Volzrader Linie fortsetzt. Die Erbberechtigung ging dann an die Nachfahren des Karl Friedrich von Pentz (1754–1831). Dieser überließ Volzrade via Testament 1827 seinem illegitimen Sohn August Friedrich Pentz. Bis heute, über die spätere Adaption durch den Schriftsteller Carl Felix von Schlichtegroll, genannt als v.Schlichtegroll-Pentz. Das Volzrader Familienarchiv (heute im Mecklenburgischen Staatsarchiv) sowie die von starkem Familiensinn geprägten Werke „der Volzrader“ haben wesentlich zur Aufarbeitung und Dokumentation der Familiengeschichte beigetragen.

#### Haus Redefin-Warlitz (auch gräfliche Linie und in dänischen Diensten)

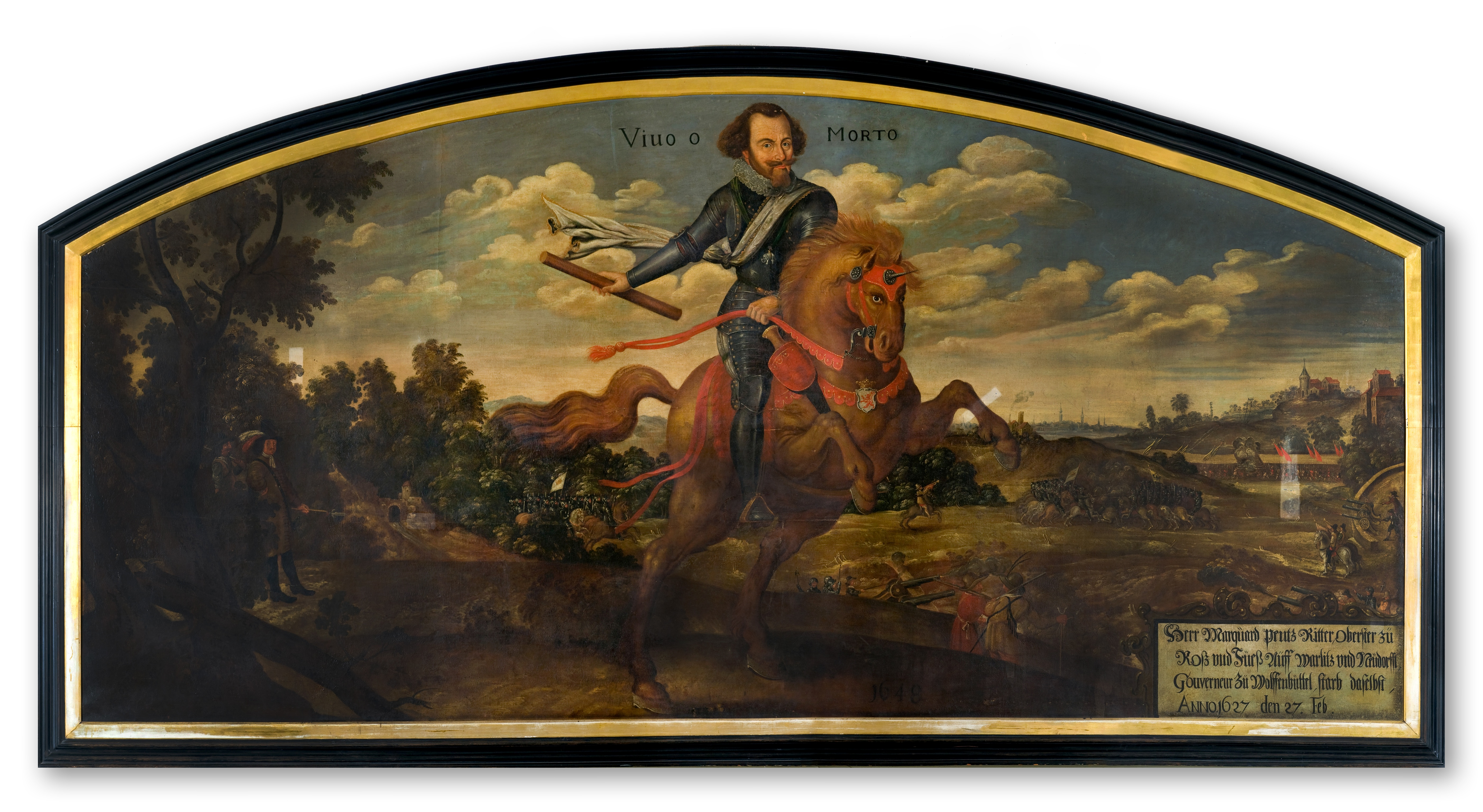
Ritter Markwart v. Pentz 1573–1627. Wandgemälde im Rathaus von Glückstadt, Schleswig-Holstein

Im 16. Jahrhundert breitete sich das Geschlecht durch den Erwerb von Nütschau durch Jasper von Pentz nach Holstein aus. In Dänemark wird zuerst Claus von Pentz auf Rangun und Schartow erwähnt, der 1550 königlich dänischer Oberst war. Markwart von Pentz (1570–1627), Oberst und Befehlshaber der königlich dänischen Reiterei, Amtmann zu Segeberg, Ritter des Elefanten-Ordens, wurde 1626 in der Schlacht bei Lutter schwer verletzt und erlag wenige Monate später im Februar 1627 in Wolfenbüttel seinen Verletzungen. Markwarts Sohn, Christian von Pentz (* 1600), königlich dänischer Oberst und Gouverneur zu Glückstadt, heiratete 1633 Sophia Elisabeth (1619–1657), die älteste Tochter des dänischen Königs Christian IV. und der Kirsten Munk (morganatische Ehe). Er wurde 1636 Reichsgraf und Statthalter von Holstein und kam als Gouverneur der Festung Glückstadt zu Ruhm und Ansehen unter anderem auch durch den Hafenausbau gegen den Willen der Hamburger Kaufleute und durch die erfolgreiche Verteidigung der Festung Glückstadt im Dreißigjährigen Krieg. Graf Christian war Mitglied des renommierten Palmenordens und ebenso wie sein Vater Träger des dänischen Elefantenordens. Er fiel aber bei König Christians IV. Nachfolger Friedrich III. in Ungnade und starb 1651 im Kerker.

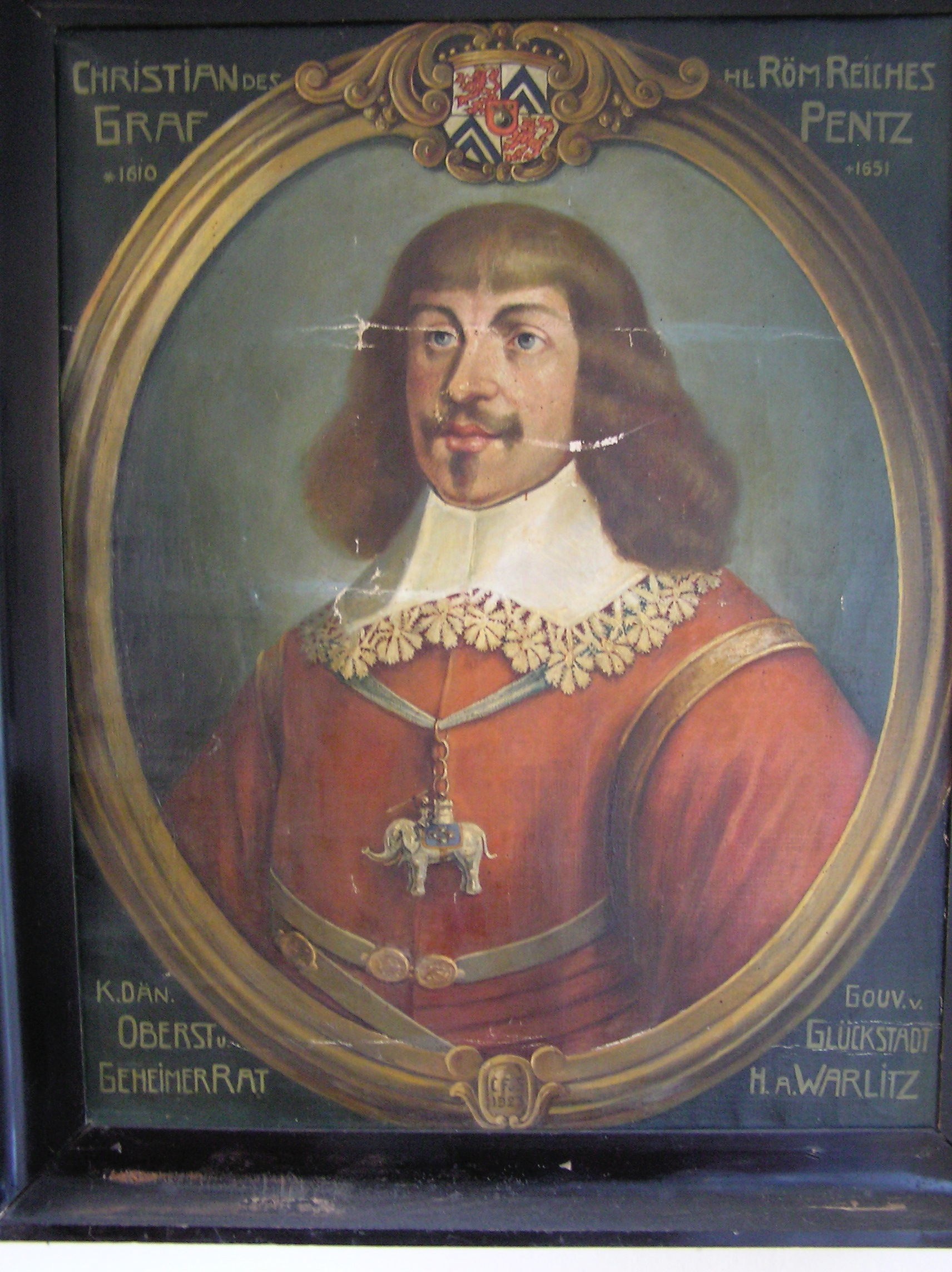
Reichsgraf Christian v. Pentz 1600–1651, Haus Redefin-Warlitz

Adam Heinrich von Pentz auf Warlitz, kaiserlicher Oberst und königlich dänischer Hofmarschall, erhielt am 27. September 1649 die dänische Adelsnaturalisation. Die gleiche Anerkennung erhielten 1776 der dänische Generalmajor Gottfried von Pentz-Groß Helle, sein Sohn, der dänische Regimentskommandeur Georg Friedrich Ludwig von Pentz, vormals Zögling an der Ritterakademie Brandenburg, sowie der dänische Hauptmann Gottfried Friedrich Johann von Pentz, welcher seine Güter in Holz-Lübchin und Viezen veräußerte. Auch der aus einer Nebenlinie stammende August Joachim Friedrich von Pentz fand Aufnahme, wurde zuletzt dänischer Oberst.
Das Haus Redefin Warlitz ist mit den Nachfahren des in Dänemark sitzenden  Adam Christian von Pentz (* 1660-ca. 1720) auf Meilgaard und Nöragergaard ausgestorben.  (Anmerkung : Bzgl. Oberstleutnant Otto von Pentz und dessen Sohn Erich siehe „Jüngeres Haus Mecklenburg“)

#### Brahlstorfer Linie
Diese Linie ist benannt nach der Begüterung in Brahlstorf, einem ca. 500 ha umfassenden Lehnsgut im Amt Wittenburg, das sich von 1438 bis 1705 in der Familie befand. Der Begründer dieser Seitenlinie ist Günther v. Pentz (1558–1626), der wiederum von der älteren Mecklenburger Stammhaus-Linie aus Volzrade abstammt. Weitere Begüterungen dieses Zweiges waren Damereez, Dersenow und Benz, sowie ab 1780 das innerhalb der Familie durch den Oberstallmeister und späteren waldeckschen Generalmajors, königlich niederländischer Generalleutnant, David v. Pentz (1723–1799) übertragene stattliche Gut Melkhof. Dessen Sohn Carl v. Pentz verkaufte schließlich im Jahr 1819 dieses sich seit 1471 in der Familie befindliche Gut an die hannoversche Familie v. d. Decken. Erwähnenswert ist ebenso Otto Markwart v. Pentz (1730 bis 1763), der als junger Kapitän und Führer der „Legion Britannique“ sowie Generaladjudant des Herzogs Friedrich von Braunschweig im Siebenjährigen Krieg zu Ehren kam.
Pentz (1932): Otto Markwarts mutmaßlicher Sohn, Ernst Otto Pentz (1752–1795) war kurfürstlich braunschweig-lüneburgischer „Sergeant“ im Grubenhagenschen Landregiment zu Nörten. Er und seine Nachkommen führten die Namensform von Pentz unbeanstandet. Eine Aufnahme in das Gothaisches Genealogisches Taschenbuch Taschenbuch der Adeligen Häuser. Teil B (Briefadel) erfolgte am 6. Dezember 1932 zu Berlin durch Beschluss der Abteilung für adelsrechtliche Fragen der Deutschen Adelsgenossenschaft. Das Wappen ist identisch mit dem Stammwappen des mecklenburgischen Uradelsgeschlechts von Pentz. Nachfahren dieses Zweiges, die 1885 in die USA ausgewandert sind leben noch heute (Robert Alexander II v. Pentz).

#### Ältere Mecklenburgische Linie (Haus Volzrade-Gremmelin)

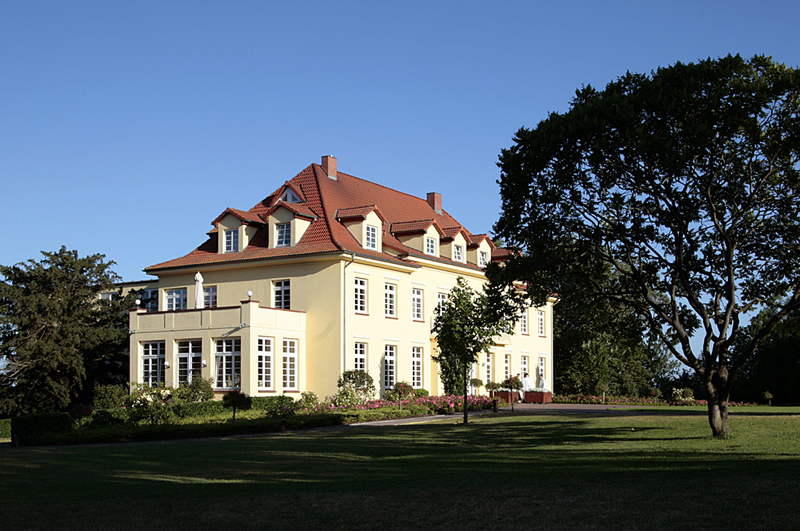
Gutshaus Gremmelin

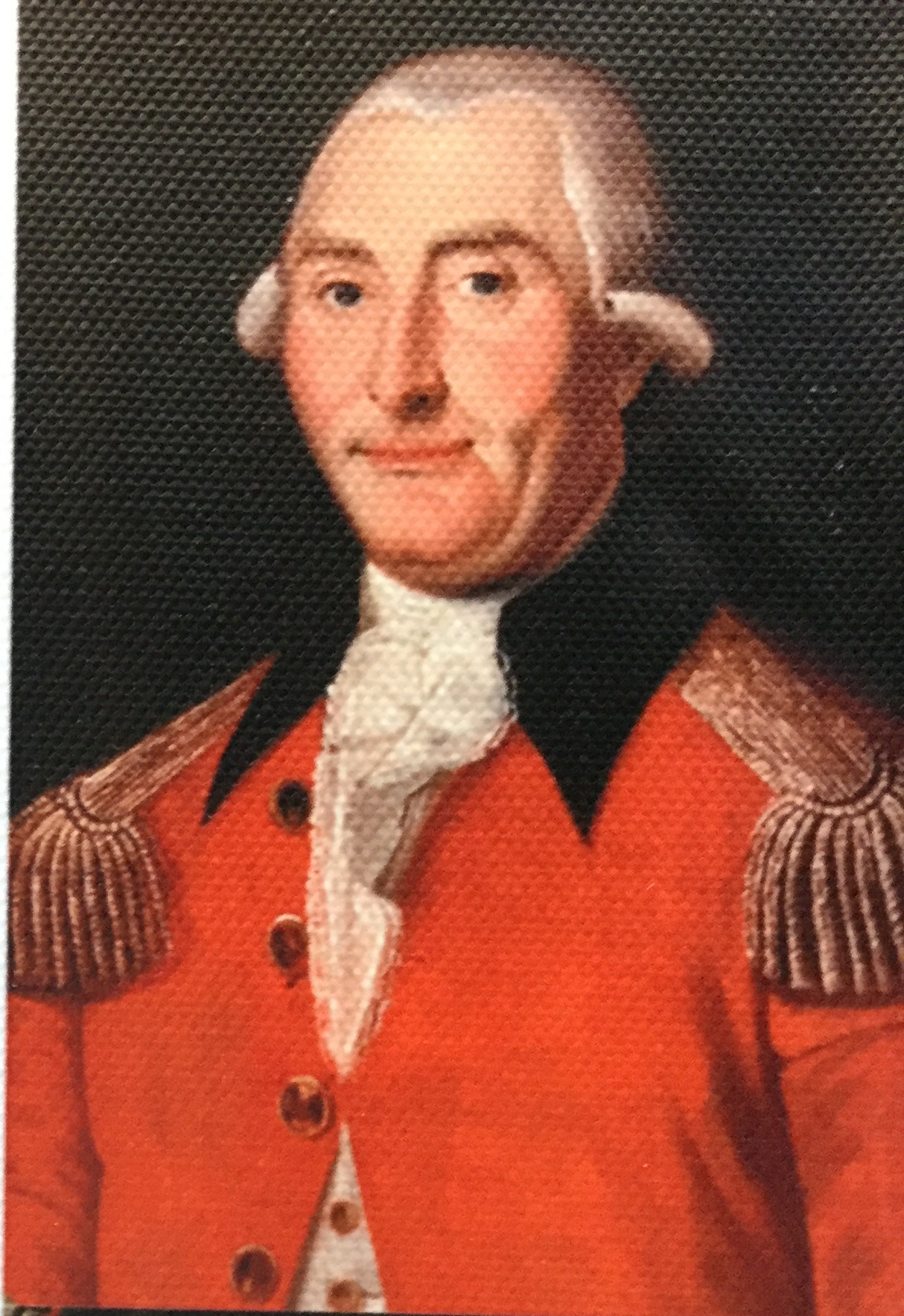
Gotthard Christopher v. Pentz 1771–1843, Gremmeliner Linie

Diese Linie geht auf den genannten Ulrich von Pentz (ca. 1341–1372) zurück und setzt durch Gotthard Friedrich Christopher v. Pentz (1771–1843) die Volzrader Linie fort (siehe oben). Dieser erwarb auch 1802 das 847 ha große Gut Gremmelin bei Güstrow. Aus der älteren Mecklenburgischen Linie stammte auch Friedrich von Pentz (1841–1921), preußischer Generalmajor außer Dienst. Gotthard Friedrich Christophers Sohn, der Domänenrat Gotthard von Pentz (1798–1878), auf Gremmelin war verheiratet mit Marie von Hafften. Der erstgeborene Sohn aus dieser Ehe, Friedrich von Pentz (1843–1902), begründete die spätere freiherrliche Linie im Königreich Sachsen (s. unten). Insgesamt hatten Gotthard und Marie 11 Kinder, von denen 10 überlebten. Der zweite Sohn, Alexander (1845–1905) erbte Gremmelin und war mit Frieda, Tochter seines Gutsnachbarn, Domänenrat Carl Paetow auf Lalendorf, verheiratet. Der vierte Sohn, Franz von Pentz (1850–1908), erlangte Bedeutung als Bürgermeister von Teterow.
Alexanders 3. Sohn Oberst Christian von Pentz (1882–1952), heiratete 1912 Annemarie, Tochter des späteren Generalfeldmarschalls und Reichspräsidenten Paul von Hindenburg.
Klaus von Pentz (* 1912), ein Enkel des Alexander von Pentz und der Frieda Paetow, wurde Pfarrer und heiratete 1941 Gisela, Tochter des königlich preußischen Landrats Wilhelm von Bismarck, Fideikommissherrn auf Briest, und der Edith Gräfin von der Schulenburg.
Der letzte Eigentümer von Gremmelin vor der Enteignung 1945 war Friedrich Carl von Pentz (1877–1953). Sein Sohn Alexander (1927–2016) und Enkel Markwart (1963- ) haben seit 1992 größere Teile der landwirtschaftlichen Flächen wieder erworben und bewirtschaftet. Nachkommen aus der gesamten Linie gibt es bis heute.

#### Sächsische (Freiherrliche) Linie (Haus Brandis-Zwethau)

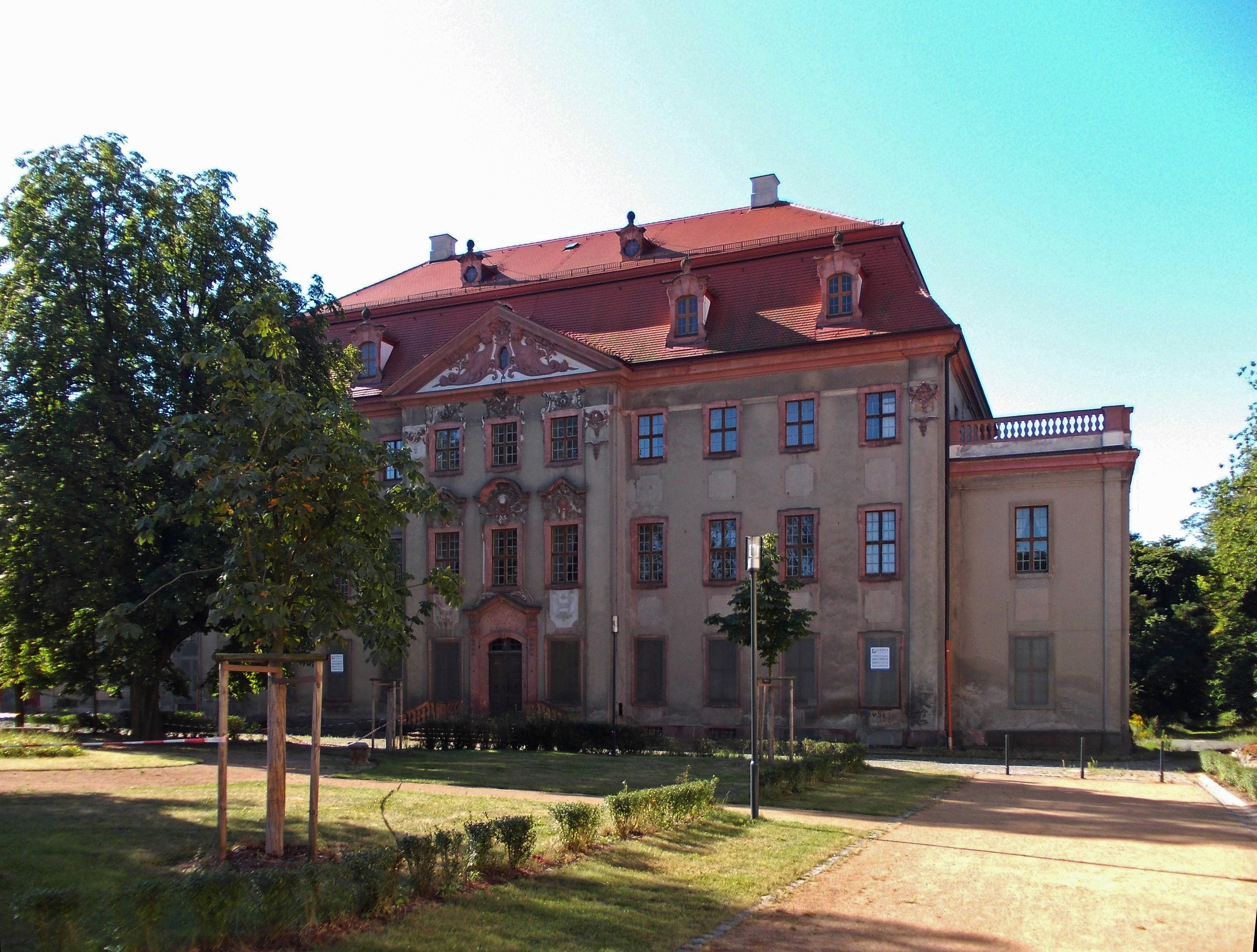
Schloss Brandis

Im 19. Jahrhundert gelangte die ältere mecklenburgische Linie auch in Sachsen zu Besitz. Friedrich von Pentz († 1856), königlich sächsischer Major der Kavallerie, wurde durch seine Heirat mit Ernestine Schirmer Herr auf Brandis. Sein Alleinerbe wurde Friedrich von Pentz (1843–1902), ältester Sohn des Gotthard von Pentz auf Gremmelin (1798–1878). Der spätere Freiherr Friedrich heiratete 1875 in Thelkow Marie (1847–1924), Tochter des Pastors Friedrich Steinmetz. Das Paar hatte fünf Kinder, Gotthard, Walter, Erna, Mathilde und Helene.
Die Tochter Helene Freiin von Pentz (1889–1965) heiratete 1916 in Brandis Carl-Heinrich von Stülpnagel (1886–1944), zuletzt General der Infanterie, der 1944 als Widerstandskämpfer des 20. Juli 1944 hingerichtet wurde.
Walter Freiherr von Pentz (1882–1968) war Herr auf den Gütern Zwethau, Friedrichshöhe und Berg, die ihm 1945 alle enteignet wurden. Aus seiner 1909 in Dresden geschlossenen Ehe mit Erika Freiin von Rochow-Strauch-Merzdorf (1886–1974) gingen fünf Kinder, drei Töchter und zwei Söhne, hervor. Der jüngste Sohn Hans-Detlef Freiherr von Pentz (1927–2010) wurde zum Dr. rer. nat. promoviert und auch Ehrenritter des Johanniterordens. Nach längeren Auslandsaufenthalten fand Hans-Detlef Freiherr von Pentz seine letzte Ruhe in Berchtesgaden. Nachkommen der freiherrlichen Linie gibt es bis heute.

#### Württembergische Linie

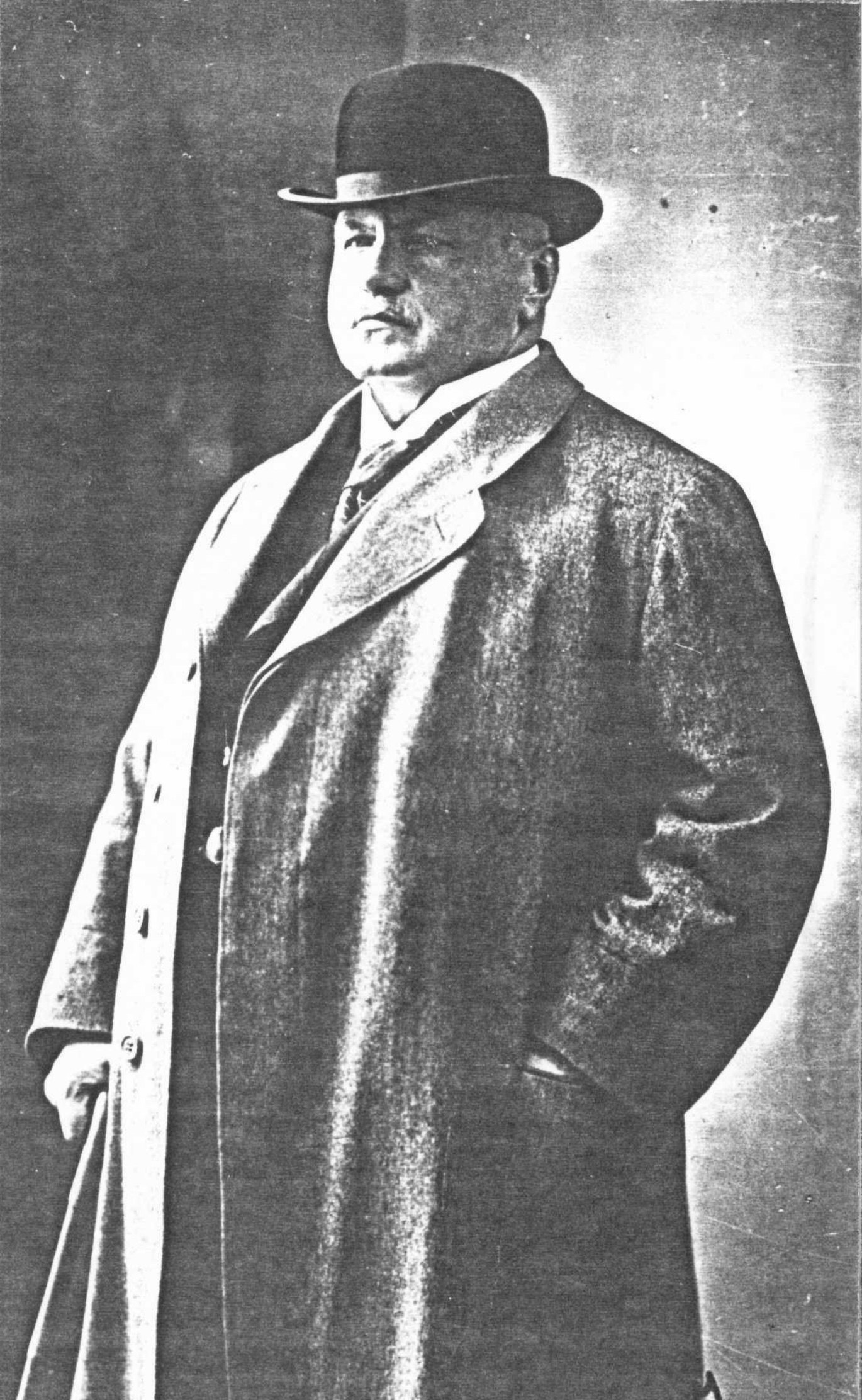
Landoberstallmeister Christian v. Pentz

Aus der älteren mecklenburgischen Linie stammte auch Christian (1855–1935), Dr. h. c., württembergischer Landoberstallmeister und Oberstleutnant a. D., der die bis heute bestehende württembergische Linie begründete. Er war ein Bruder Friedrichs (1843–1902) auf Brandis, des Begründers der freiherrlich-sächsischen Linie. Christian hat in den nahezu 20 Jahren als Landoberstallmeister des Landgestüts Marbach/Württemberg die züchterische Richtung der Württemberger Warmblutzucht wesentlich beeinflusst. Sohn Ernst-August (1890–1950) war Rittmeister und mit Karinmaria, Tochter des preußischen Obersten a. D. Egmont von Websky, verheiratet. Sohn Krischan (* 1919) fiel am 16. April 1942 am Ilmensee in Russland als Leutnant in der Aufklärungsabteilung 5, der 5. Jäger-Division. Der jüngere Sohn Gotthard (1922–2023) war Werbeleiter in Stuttgart und lebte mit seiner Familie in Bad Cannstatt. Gotthard hat sich sehr um die Aufarbeitung der Familiengeschichte verdient gemacht und unter anderem den Band 3 der Familiengeschichte publiziert. Er war der erste männliche Pentz, der älter als 100 Jahre geworden ist und lange Zeit der Senior der Familie.

#### Kurländische Linie
Ebenfalls aus der Volzrader Linie stammte Gotthard von Pentz (1773–1820), der als Oberstallmeister nach Kurland übersiedelte. Sein Sohn Alfons von Pentz (1814–1881) wurde in Vircava (Würzau) in Kurland geboren und war Sekretär des kurländischen Feuerversicherungs-Vereins. In Riga hatte er 1856 Elisabeth Pychlau geheiratet, mit der er die beiden Söhne Gotthard (1857–1927) und Alfred (1868–1939) hatte. Alfons starb in Köln, während der in Mitau geborene Sohn Gotthard, der seit 1900 mit Maria (1862–1943), Tochter Friedrichs von Brackel (1826–1896), Direktors der Bauernrentenbank in Riga, verheiratet war, als Gutspächter in Riga verstarb. Der ebenfalls in Mitau geborene Alfred war Landwirt und Herr auf Geguschina bei Kowno, das er 1912 verkaufte. Er verzog dann mit seiner Frau, Marie von Heimowsky, und fünf Kindern nach Hamburg. Sohn Heinrich von Pentz (* 1913) war 1960 im nahen Winsen an der Luhe Polizeibeamter. Nachkommen dieser Linie gibt es bis heute.

#### Jüngere Mecklenburgische Linie („Jüngeres“ Haus Toddin-Pätow)
In einer Urkunde vom 27. August 1471 wird der Knappe Ullrich Pentz aus der Volzrader Stammhaus-Linie erstmals urkundlich erwähnt. Er ist der Eigentümer von Hufen und Höfen in Melkhof und Begründer der „jüngeren“ Mecklenburgischen Linie.

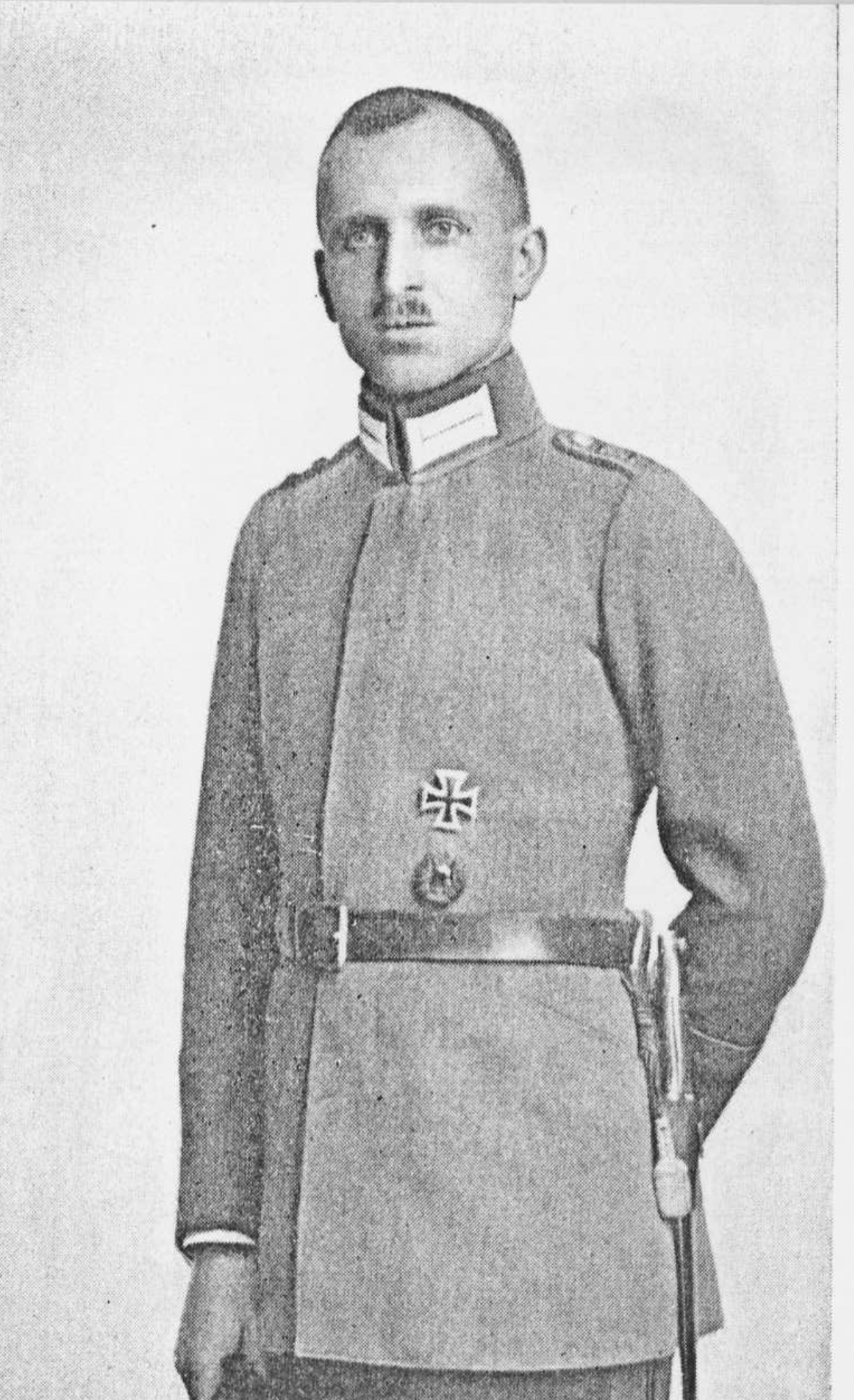
Hans Henning v. Pentz 1890–1982, Toddiner Linie

Die bis heute bestehende „Toddiner Linie“ aus dem 1. Ast, 2. Zweig stammt von diesem „Lüttke Ulrich“, urkundlich 1471 bis 1511 ab. Zu ihr gehört u. a. Karl von Pentz (1817–1897), großherzoglich mecklenburgischer Oberst und Flügeladjutant aus dieser Linie. Seiner Ehe mit Anna von Oertzen entsprossen zwei Söhne und zwei Töchter. Sohn Friedrich (* 1855), Rechtsritter des Johanniterordens, fiel 1914 vor Ypern als preußischer Oberstleutnant z.D. im Landwehr-Regiment Nr. 78. Seine Söhne waren Hans Henning (* 1890), preußischer Hauptmann a. D., Aufsichtsratsmitglied der Siemens-Planiawerke. Friedrichs († 1914) anderer Sohn war Ulrich von Pentz (* 1893), preußischer Hauptmann a. D., Herr auf Gut Naudin, das ihm 1945 enteignet wurde, Gutspächter und vormals Direktor der Landwirtschaftskammer Bremen. Sein Onkel war Kuno von Pentz (1857–1936), preußischer Geheimer Regierungsrat und Geheimer Baurat a. D., der mit Anna, Tochter des preußischen Majors Adolf von Żychlinski, verheiratet war.
Der 1. Ast, 1. Zweig, dessen Begründer Gottfried Friedrich von Pentz (1763–1840) war, ist mit dem einzigen männlichen Nachfahren des Oberst Otto Gustav von Pentz (1844–1899), dem Landwirt Erich von Pentz (1879–1917) im Mannestamm erloschen.
Aus dem 2. Ast dieser Linie, die von Chrisitan Gottfried v. Pentz (1672–1726) abstammt, wurden Nachfahren in Dänemark ansässig. Gottfried von Pentz war königlich dänischer General der Infanterie, der am 29. Februar 1776 als Generalmajor die dänische Adelsnaturalisation erhielt. Anfang des 19. Jahrhunderts war Detlev von Panitz (Pentz), königlich dänischer Kammerherr, Stiftsmann zu Aalborg und Amtmann von Aalborghuus. Dieser 2. Ast ist mit Detlev 1821 im Mannesstamme erloschen.

#### Kuriosa
Immer wieder in Verbindung mit dem Adelsgeschlecht von Pentz gebracht wird die in Wolgast (Pommern) gebürtige Dichterin Julie de Roquette (1763–1823), die zwar tatsächlich eine geborene Penz war, jedoch sehr wahrscheinlich nicht diesem namensgleichen Adelsgeschlecht entstammte. In zeitnahen Quellen gewinnt man den Eindruck, dass die Dichterin selbst die Namensverwechselung anfangs ertrug, später, mit wachsender Berühmtheit, sogar forcierte. Die Geschlechtsgeschichtsschreibung konnte ihre adelige Abstammung bis heute nicht nachweisen.

### Familienverband der Herren und Freiherren von Pentz
Seit 1892 besteht ein Familienverband, der nach Bedarf Familientage abhält. Der Verband wurde 1968 wieder neu gegründet und beim Amtsgericht Bremen als e. V. eingetragen. Der letzte Familientag fand 2019 in Gremmelin statt, anlässlich der 800sten Wiederkehr der ältesten urkundlichen Erwähnung des ersten nachvollziehbaren Vorfahrens Walterus de Penzet (Walter v. Pentz).

### Standeserhebungen
Der aus der Linie Redefin-Warlitz kommende Christian von Pentz s. a. Christian Graf v. Pentz auf Neudorf, königlich dänischer Amtmann und Gouverneur von Glückstadt, wurde am 2. Juni 1636 zu Linz in den Reichsgrafenstand erhoben. Er erhielt am 27. September 1638 zu Brandeis eine Bestätigung des Reichsgrafenstandes mit einer Wappenbesserung. Bereits mit seinem Tod 1651 erlosch die reichsgräfliche Linie.
Aus der Linie Volzrade-Gremmelin stammte Friedrich von Pentz (1843–1902), Fideikommissherr auf Brandis mit Posthausen, Berg vor Eilenburg und Friedrichshöhe, der am 23. Oktober 1901 zu Dresden den königlich sächsischen Freiherrenstand erhielt.

### Besitzungen
Die überwiegende Mehrzahl der Güter der Familie lag in Mecklenburg. Im Landeshauptarchiv Schwerin sind über die Jahrhunderte insgesamt über 170 Besitzungen der Pentze verzeichnet, manche verblieben über Jahrhunderte, andere wiederum nur für wenige Jahrzehnte im Eigentum der Familie. Einige der Betriebe finden sich allerdings auch in Sachsen, Schleswig Holstein und Dänemark. Nachstehend ein Auszug der bedeutendsten Besitzungen:
- Volzrade (1363/1609 bis 1945)
- Bandekow (1363–1599)
- Banzin (1652–1664)
- Benz (1363–1735)
- Besendorf (1361–1772)
- Brahlstorf (1438–1707)
- Camin (1615–1664)
- Dammereez (1230–1677)
- Dersenow (1420–1732)
- Düssin (1442–1496)
- Fjællebro, DK, (1739–1773)
- Goldenitz (1753–1784)
- Gösslow (1363–1764)
- Redefin (1363–1670)
- Jessenitz (1363–1794)
- Meilgaard, DK, (1694–1711)
- Mühlenbeck (1607–1648)
- Penzlin bei Kuppentin (1777- )
- Raguth (1496–1736)
- Scharbow (1435–1647)
- Toddin (1432–1672)
- Warlitz (1422–1638)
- Neudorf (Ortsteil von Hohwacht) (1570–1640)"
- Wandsbeck (ca. 1640–1650)
- Melk(h)of, 1471–1819 , wechselte in dieser Zeit zwischen den Raguther, Besendorfer, Toddiner und Brahlstorfer Linien.
- Nütschau, 1530–1573
- Burg Landskron, 1651–1683
- Klein Grabow (Krakow am See), 1802–1823
- Schloss Bellin (1880–1900)
- Rittergut Geguschina bei Kowno, verkauft 1912
- Rittergut Neu-Patricken bei Allenstein, bis 1923
- Schloss und Rittergut Brandis mit Posthausen, 1849–1934
- Buschhof bei Mirow, 1912–1941
- Rittergüter Friedrichshöhe und Berg bei Eilenburg, enteignet 1945
- Gremmelin, 1802–1945 (enteignet), Familiengruft im benachbarten Reinshagen, seit 1992 ist die Landwirtschaft wieder in Bewirtschaftung
- Naudin, 1923–1945 (enteignet)
- Zwethau, 1908 bis 1945 (enteignet)
- Plattehof Eimbeckhausen / Niedersachsen (seit 1952)

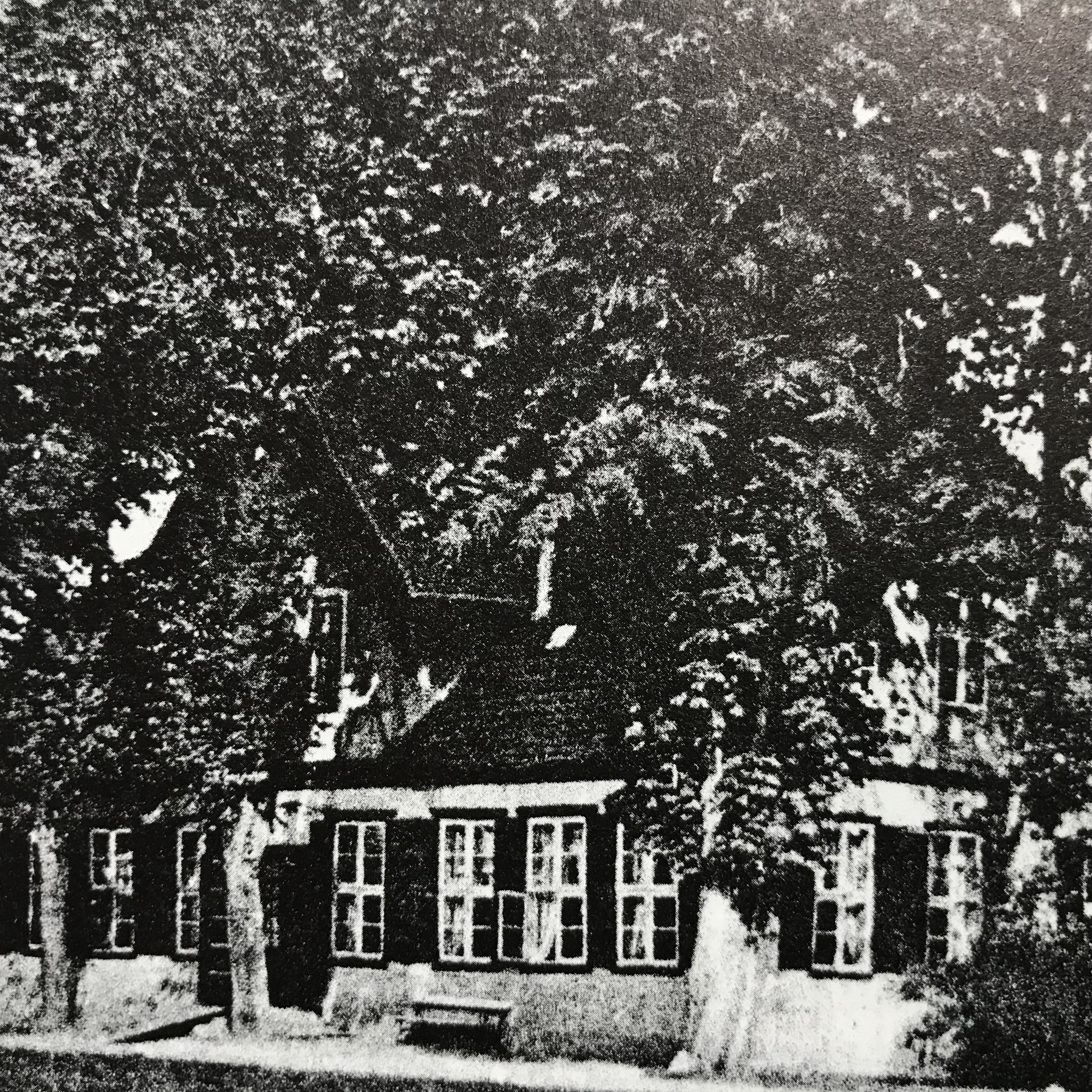
Bandekow, Herrenhaus
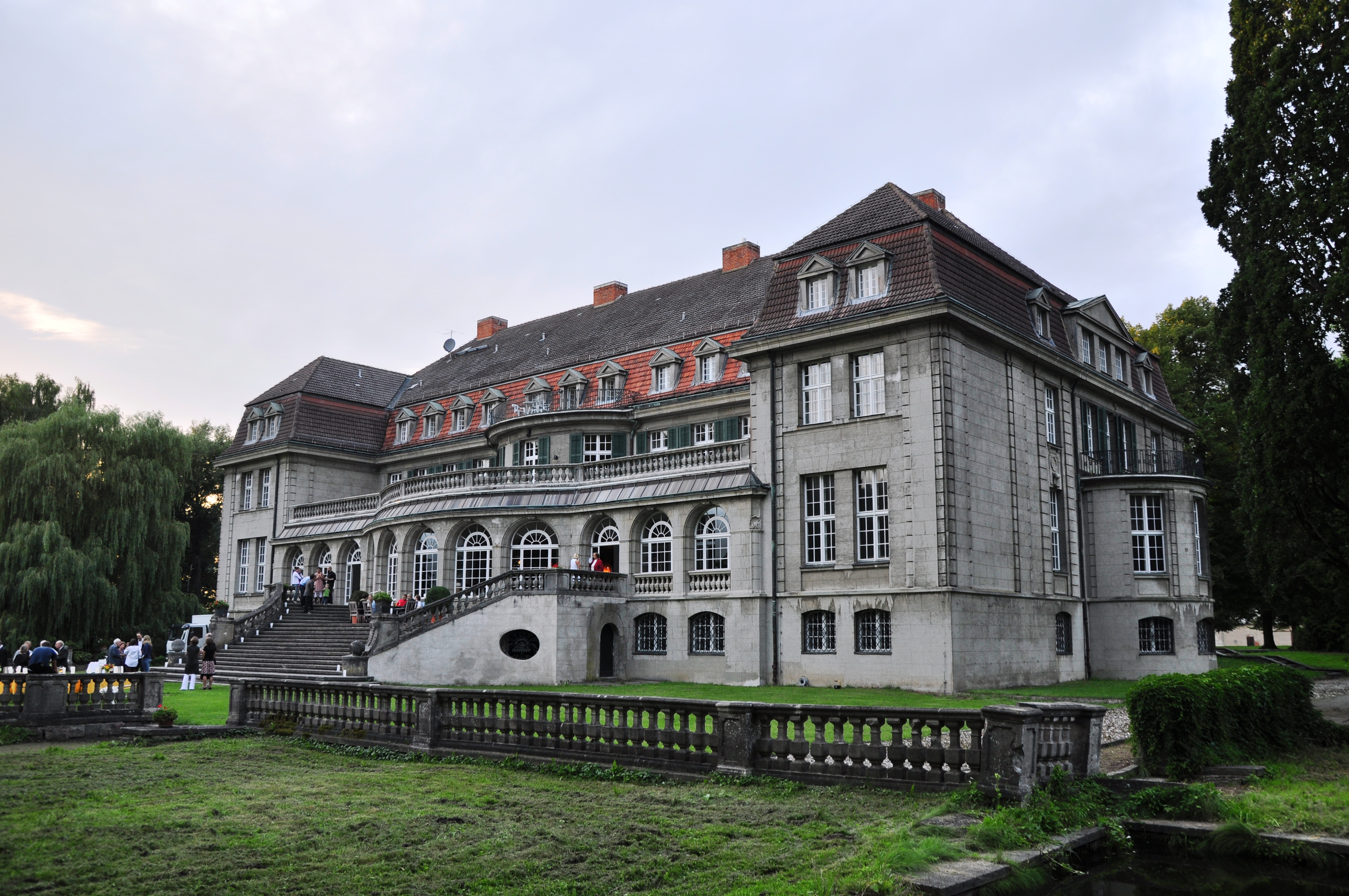
Bellin, Schloss
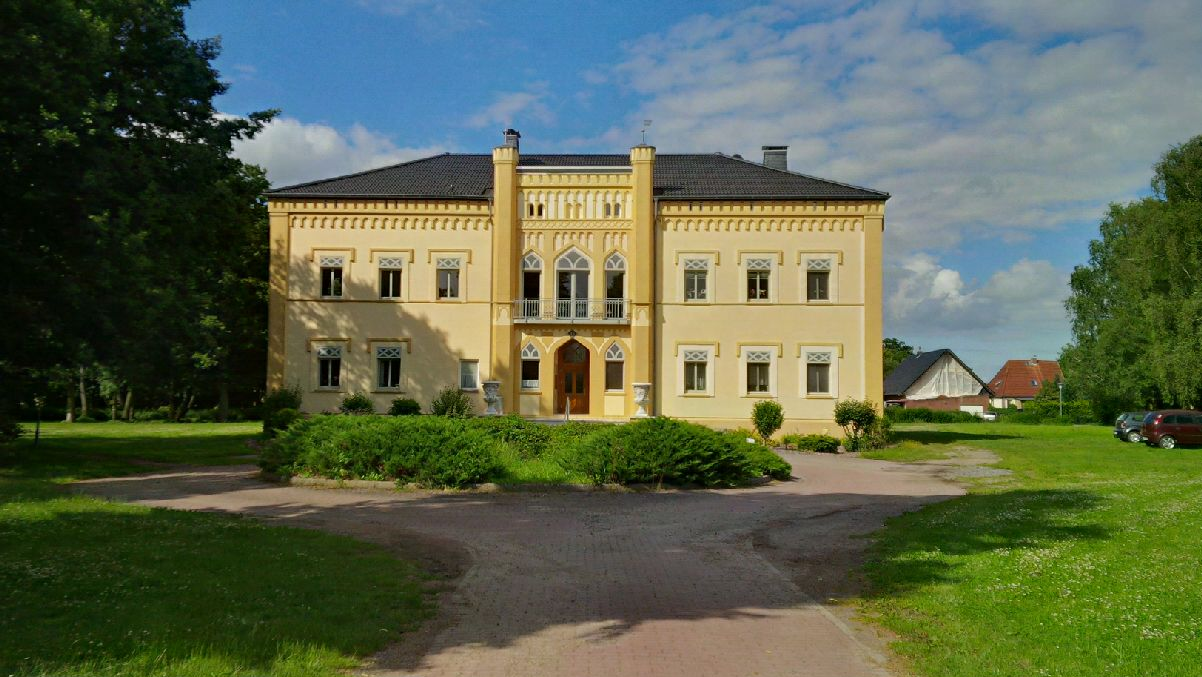
Brahlstorf, Herrenhaus
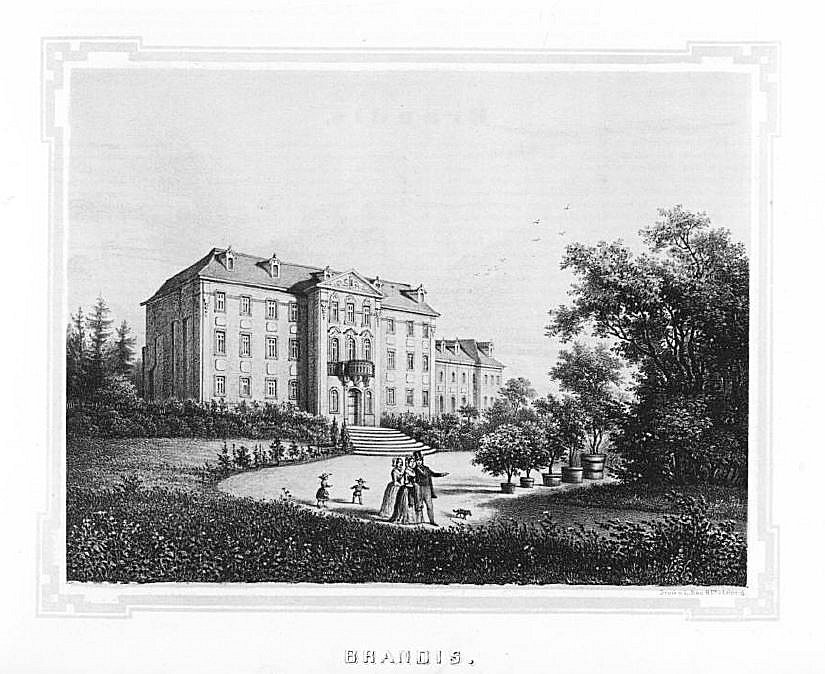
Schloss Brandis, Sachsen
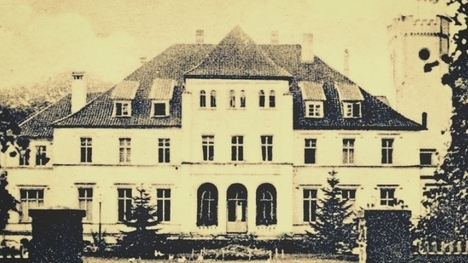
Düssin, Herrenhaus ca. 1920
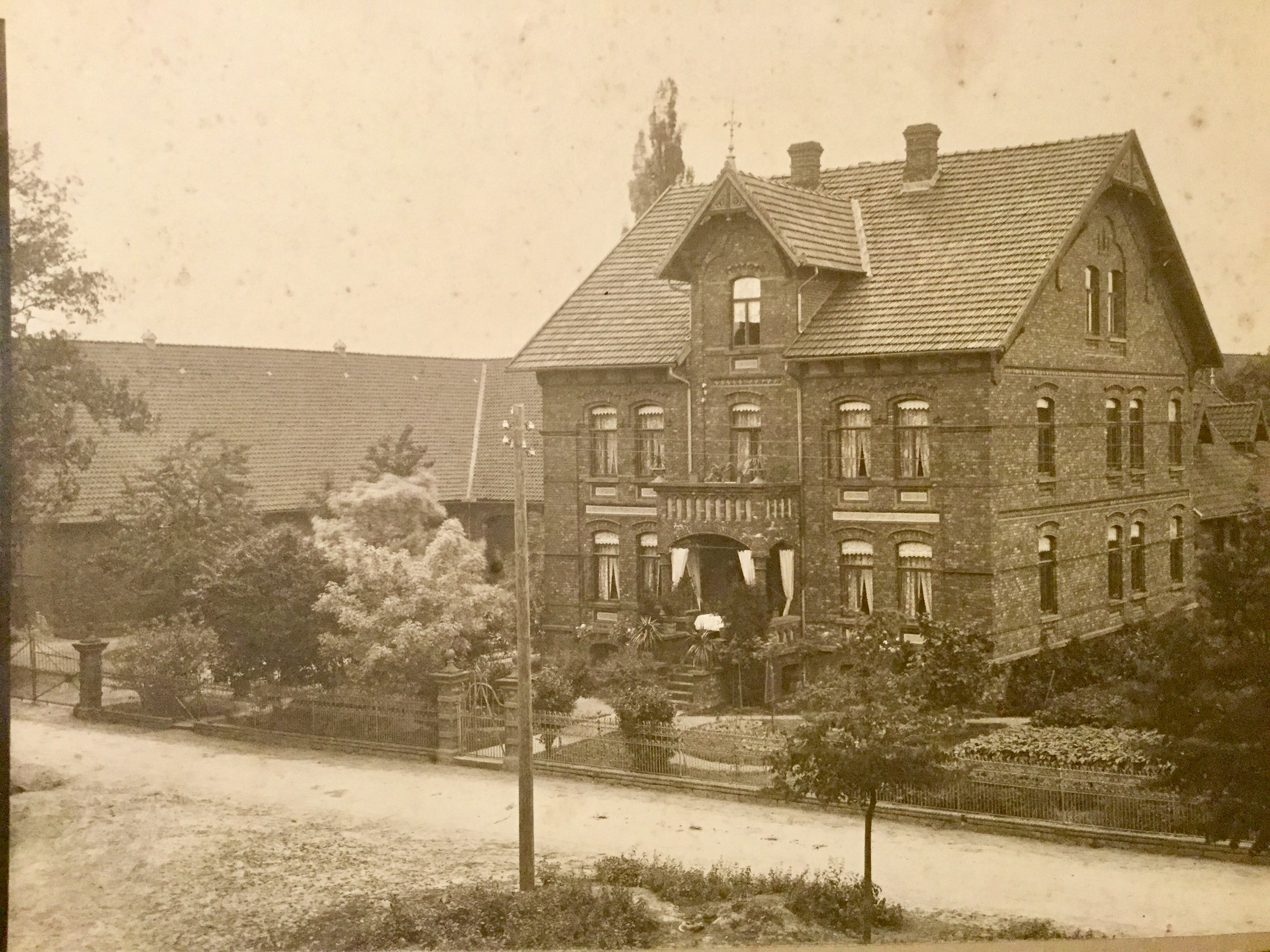
Plattehof Eimbeckhausen ca. 1910
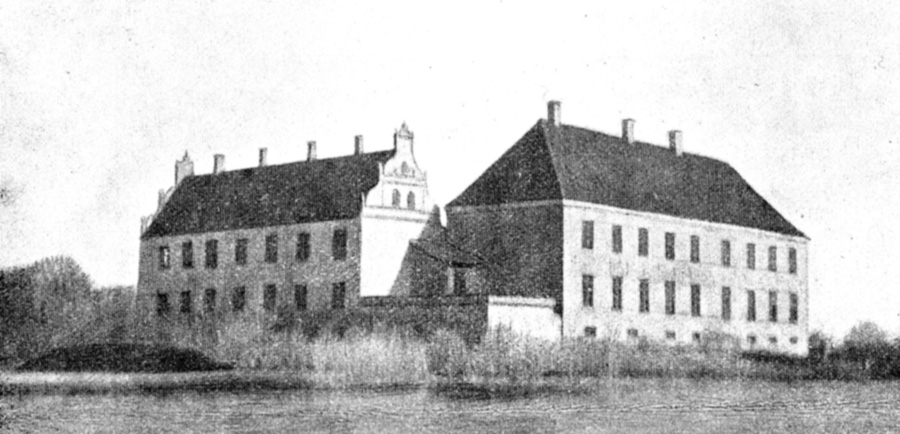
Fjællebro, DK
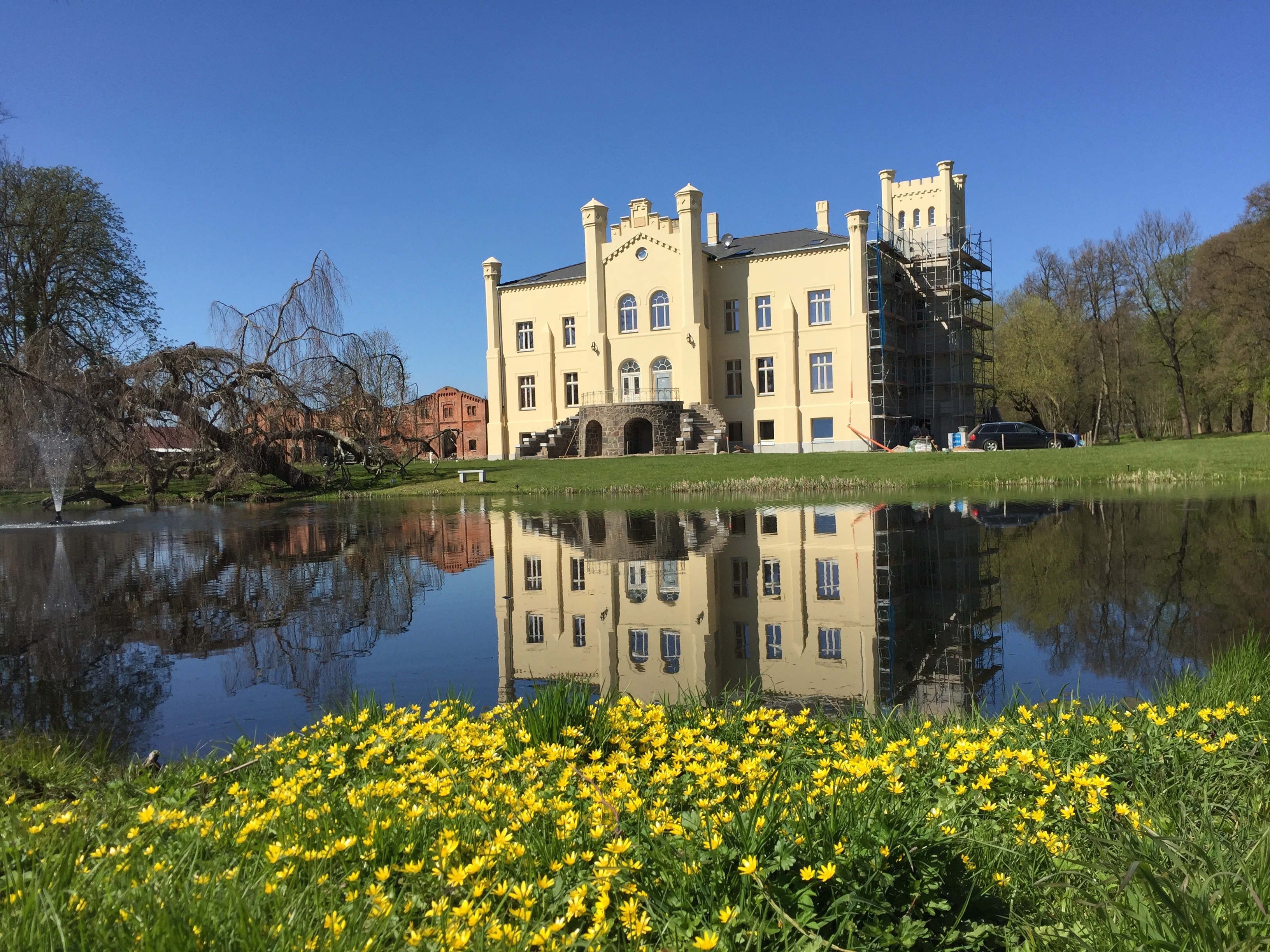
Goldenitz, Herrenhaus
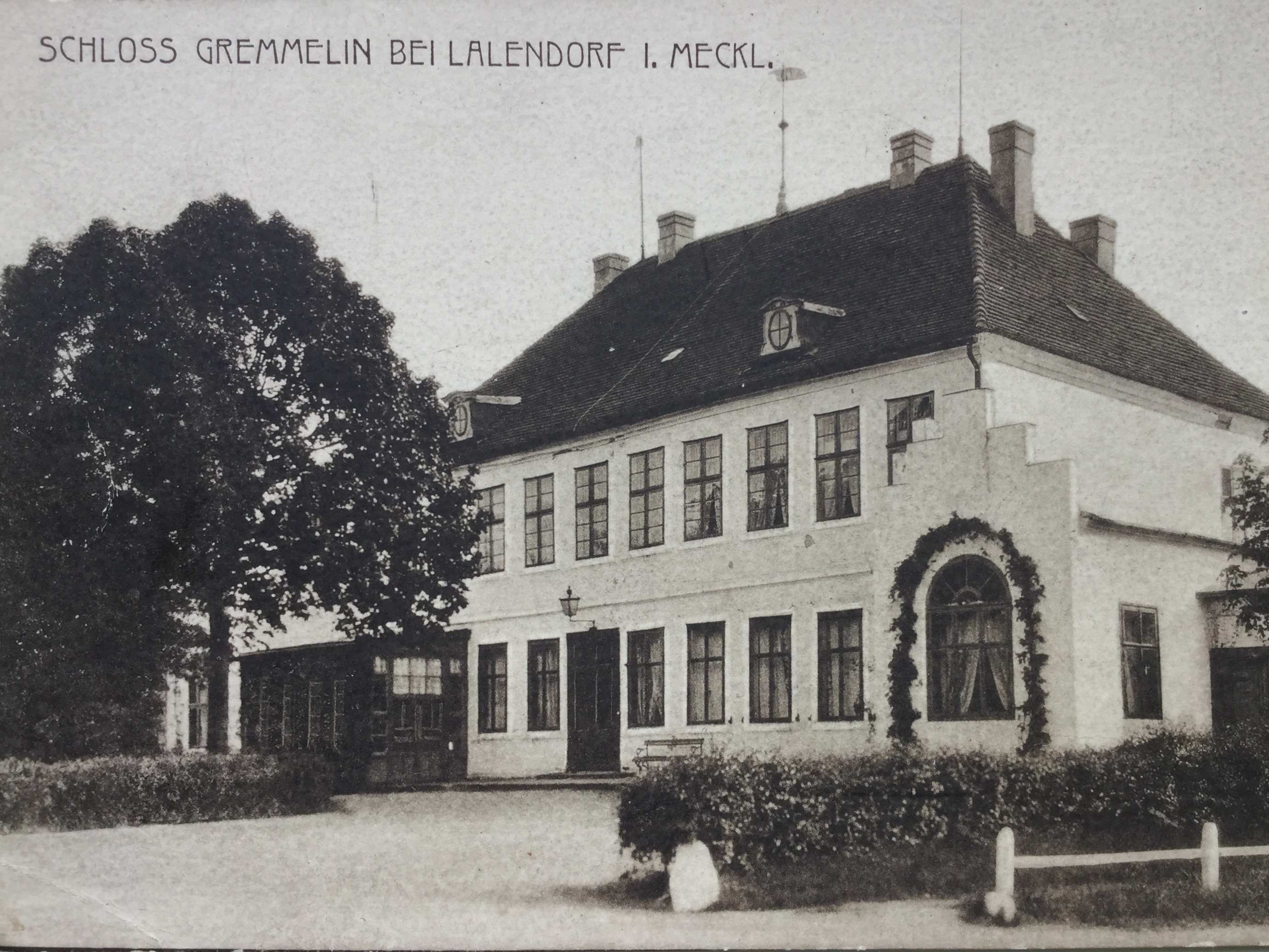
Gremmelin, Altes Herrenhaus
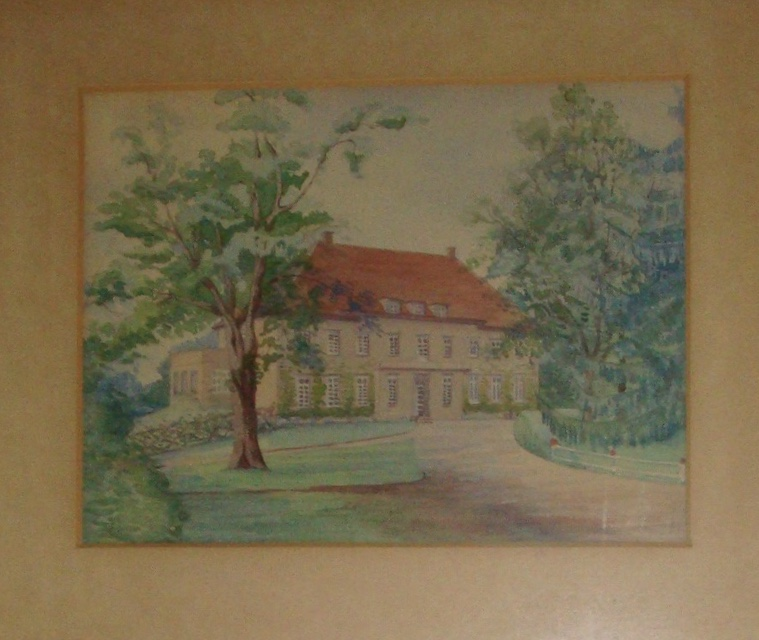
Gremmelin, Neues Herrenhaus
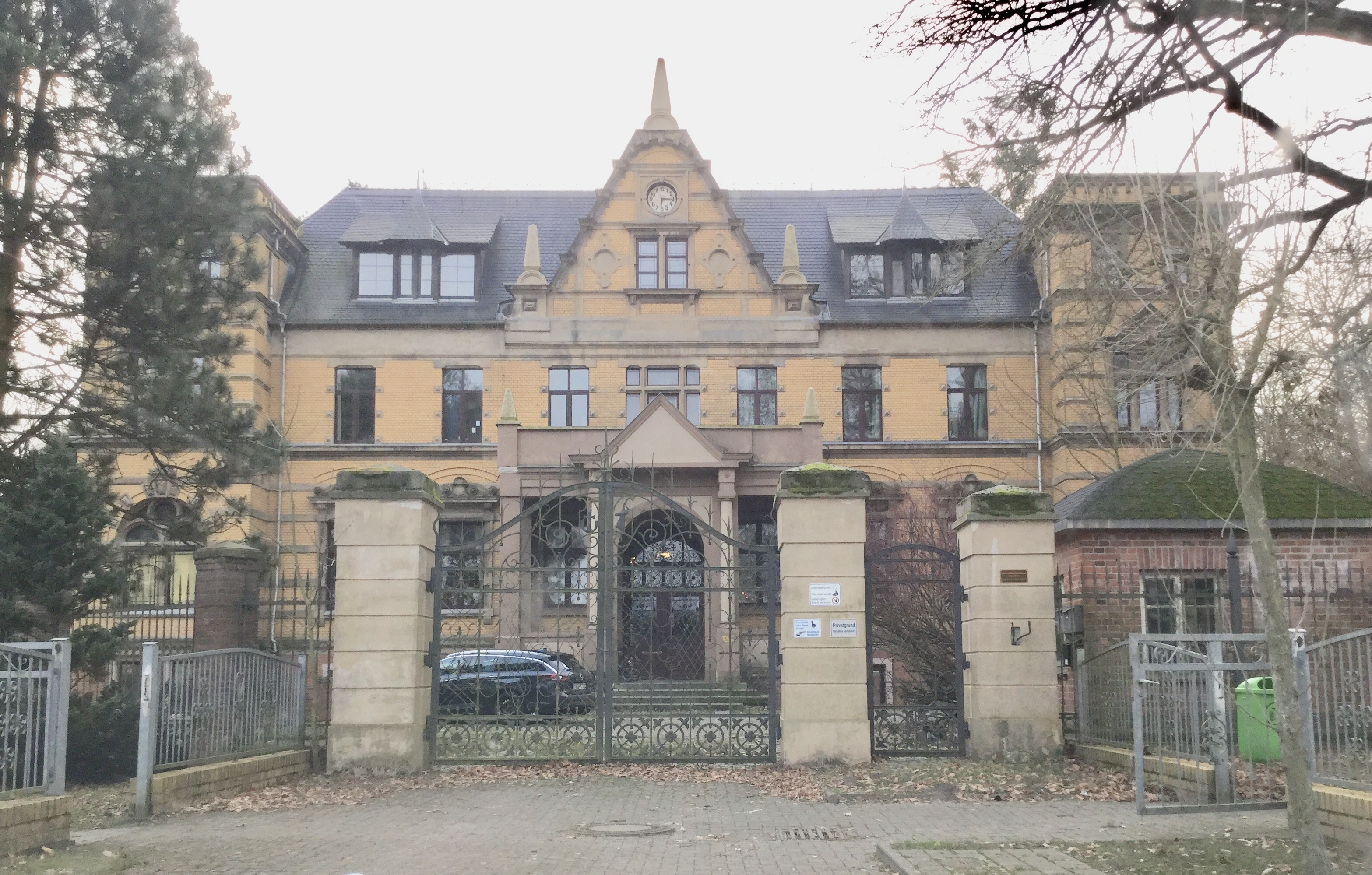
Jessenitz, Herrenhaus
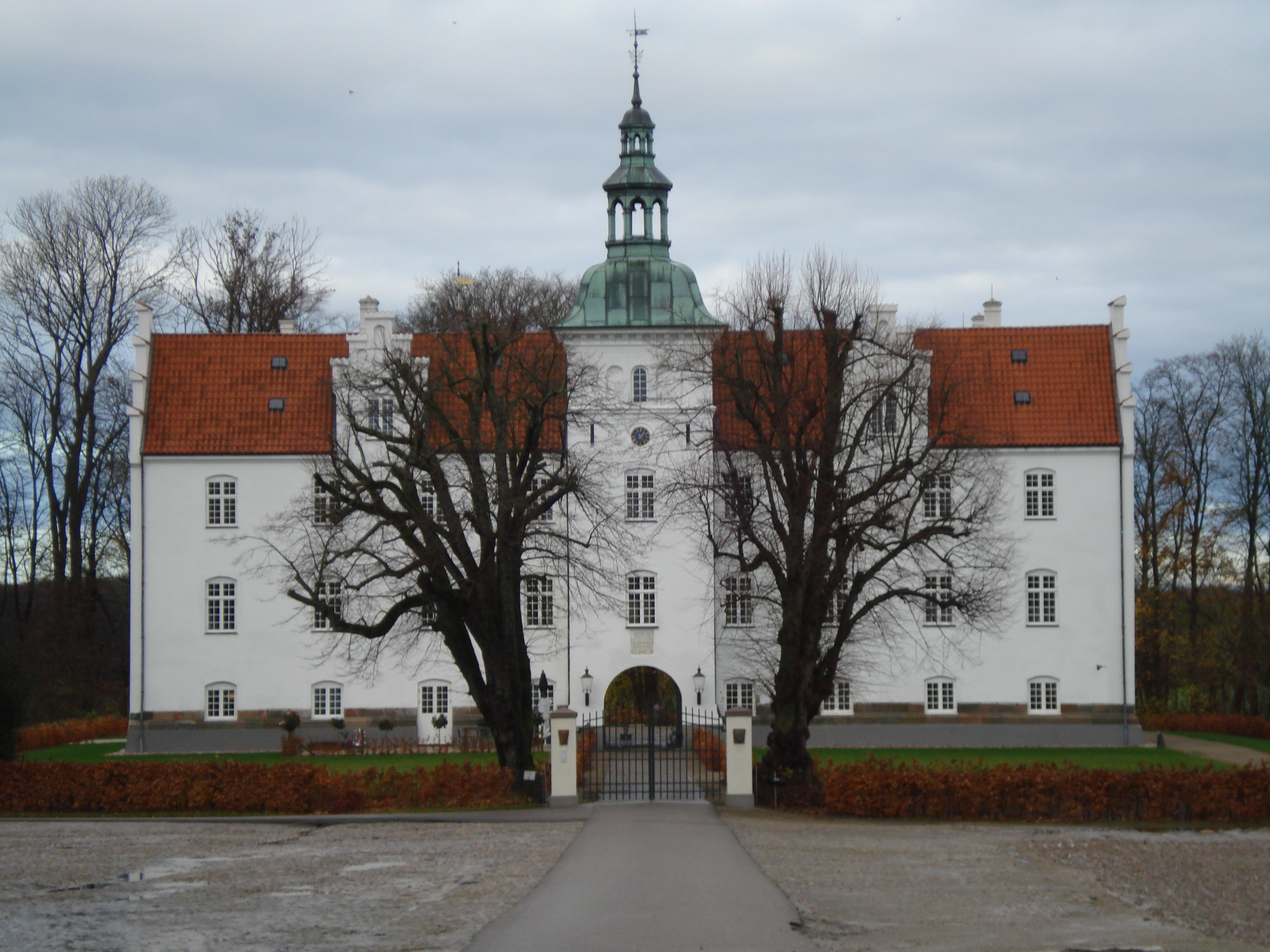
Meilgaard, DK
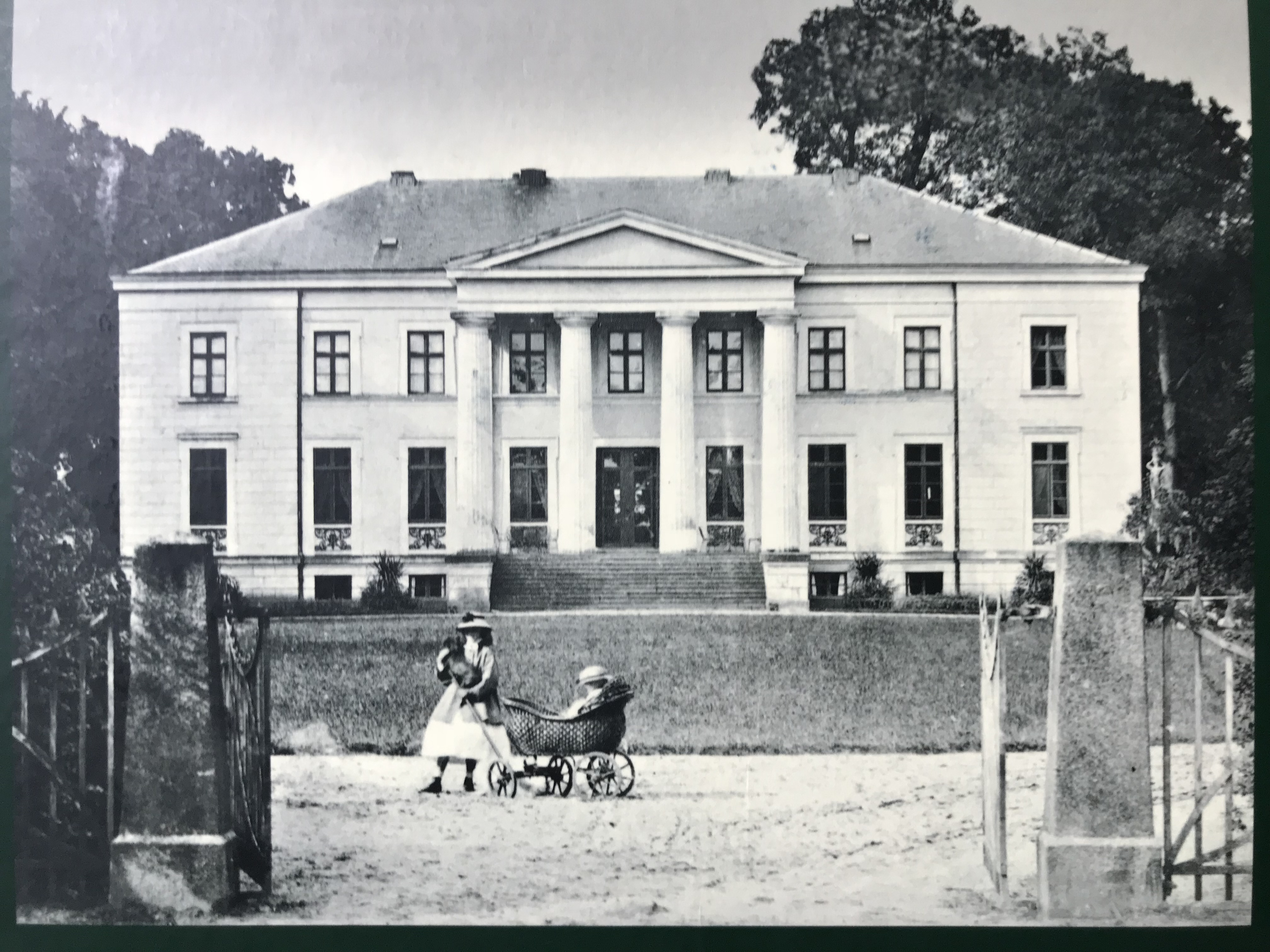
Melk(h)of, Altes Herrenhaus
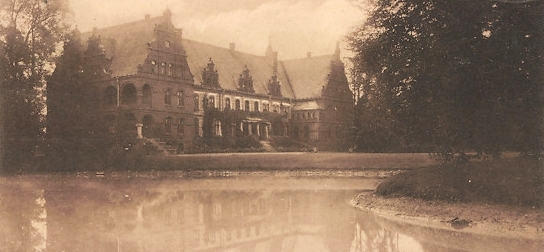
Melk(h)of, Neues Herrenhaus ca. 1870
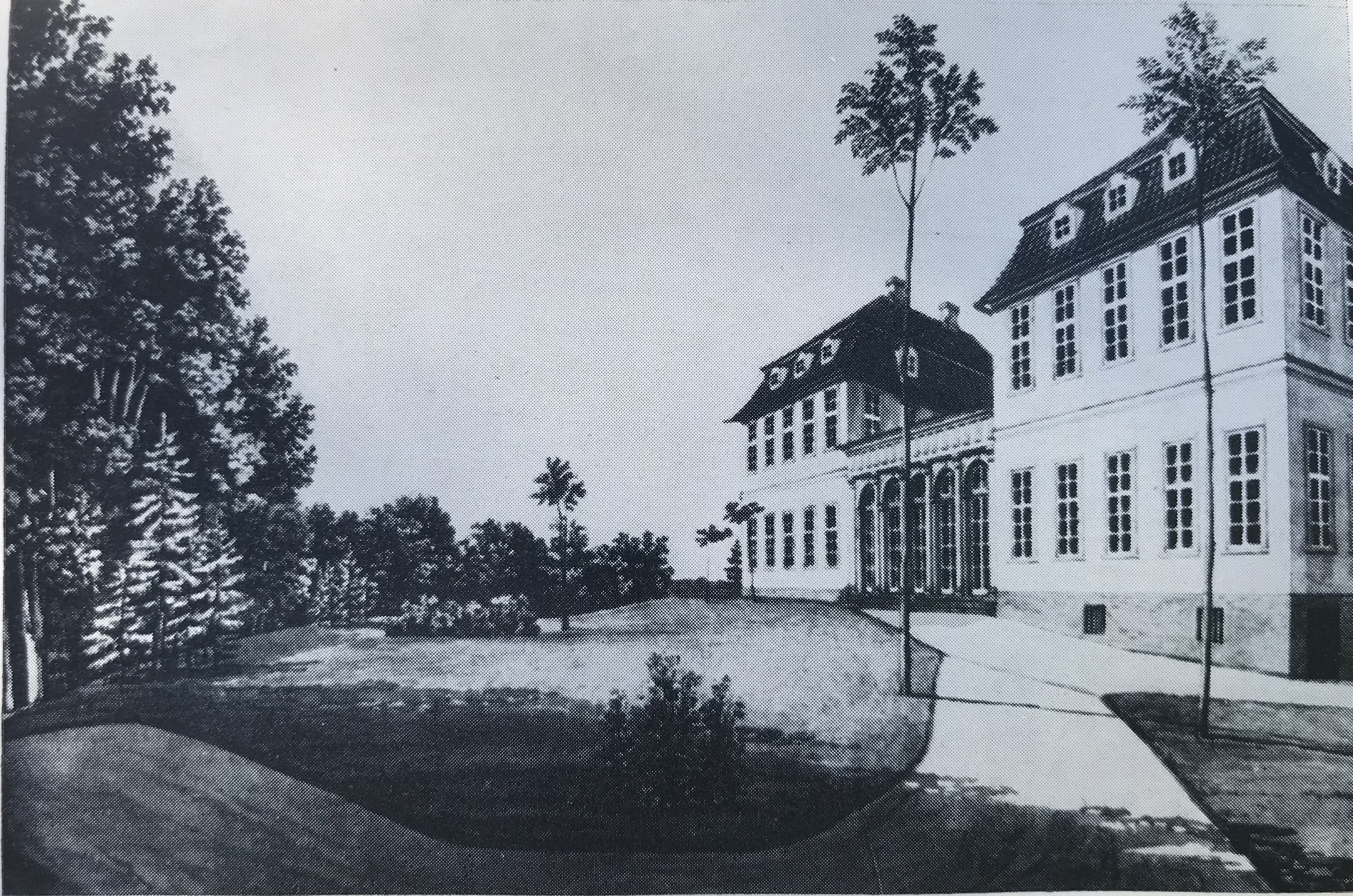
Neudorf bei Hohwacht, SH, Altes Herrenhaus
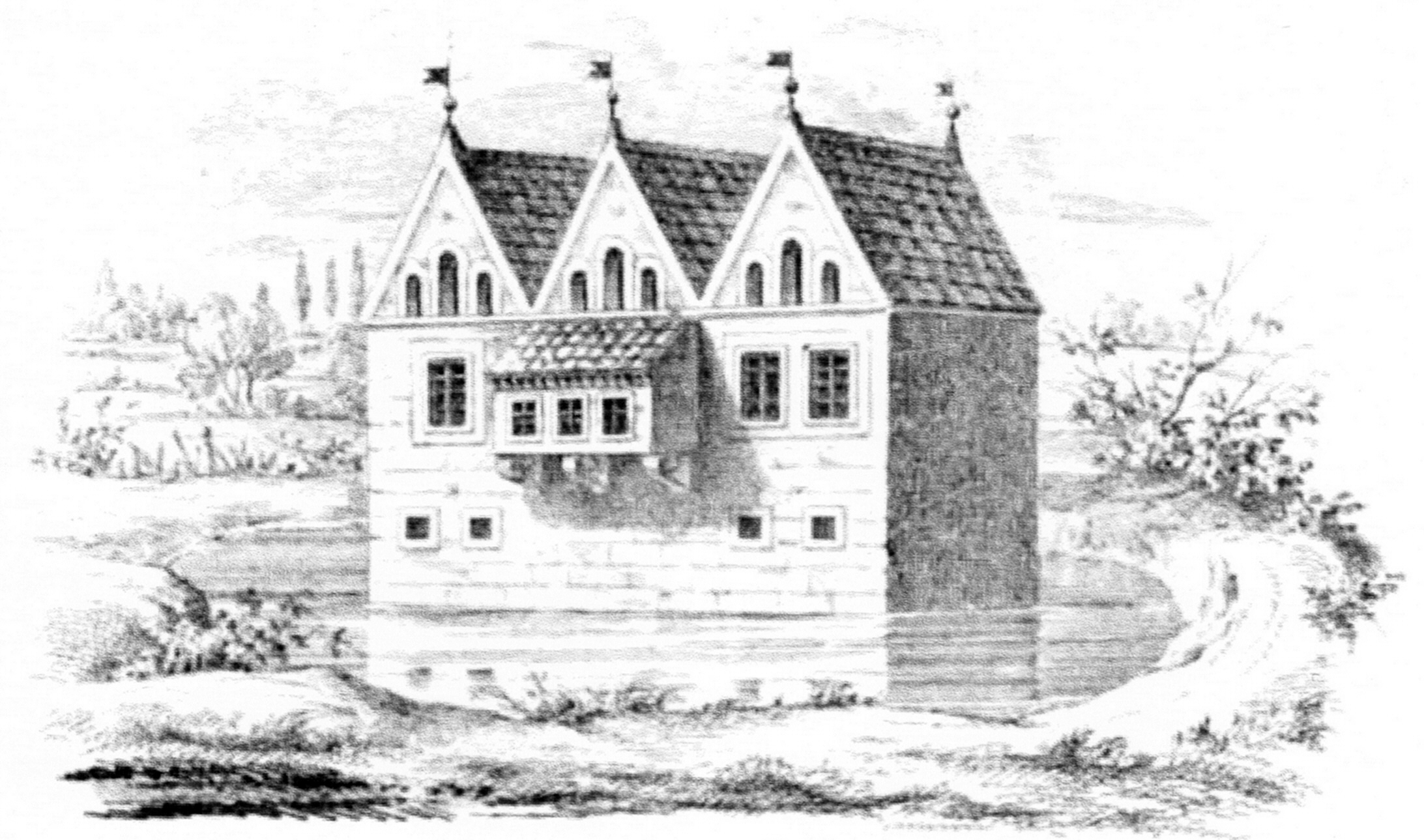
Nütschau, SH, ca. 1560
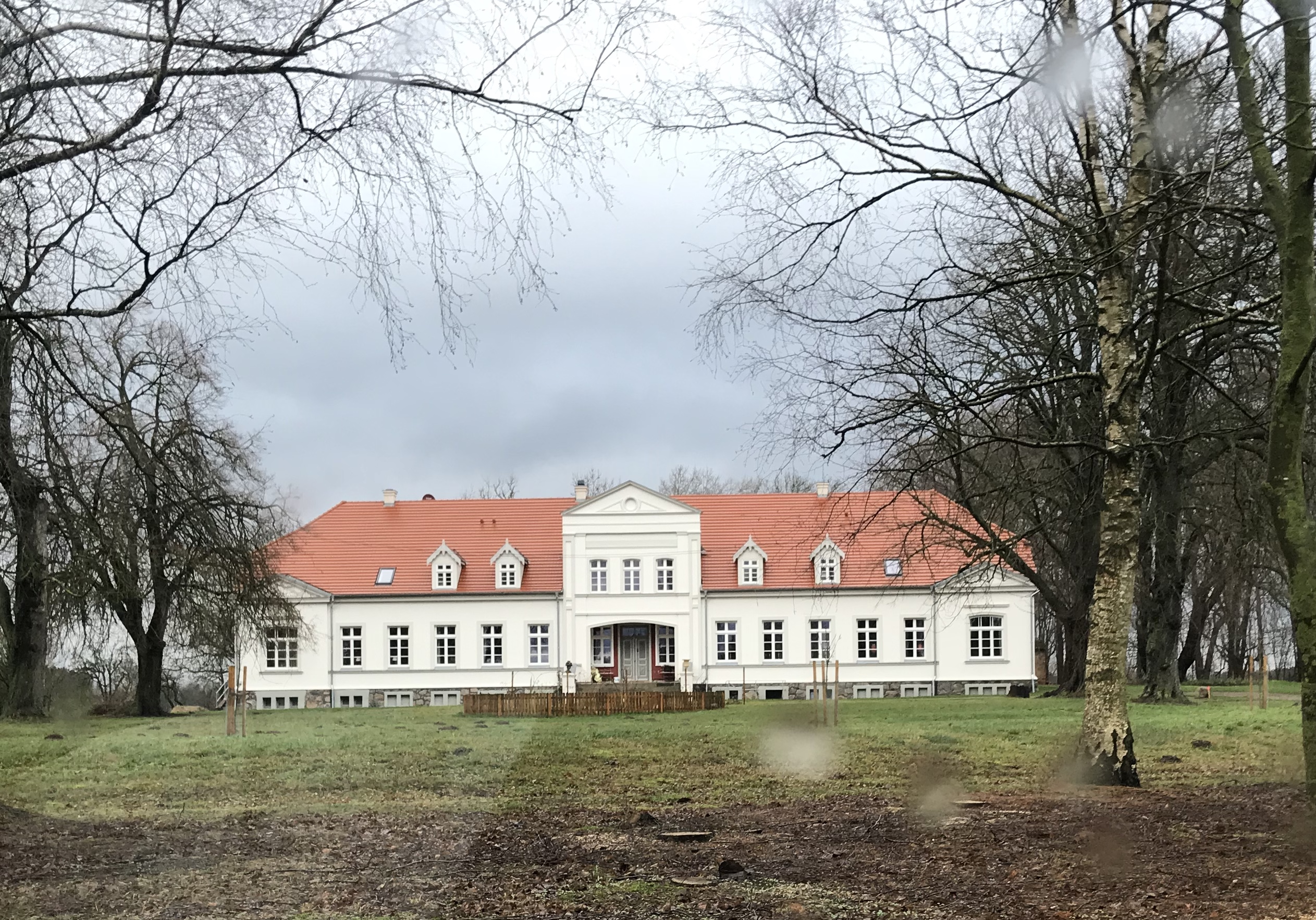
Penzlin bei Kuppertin, Herrenhaus
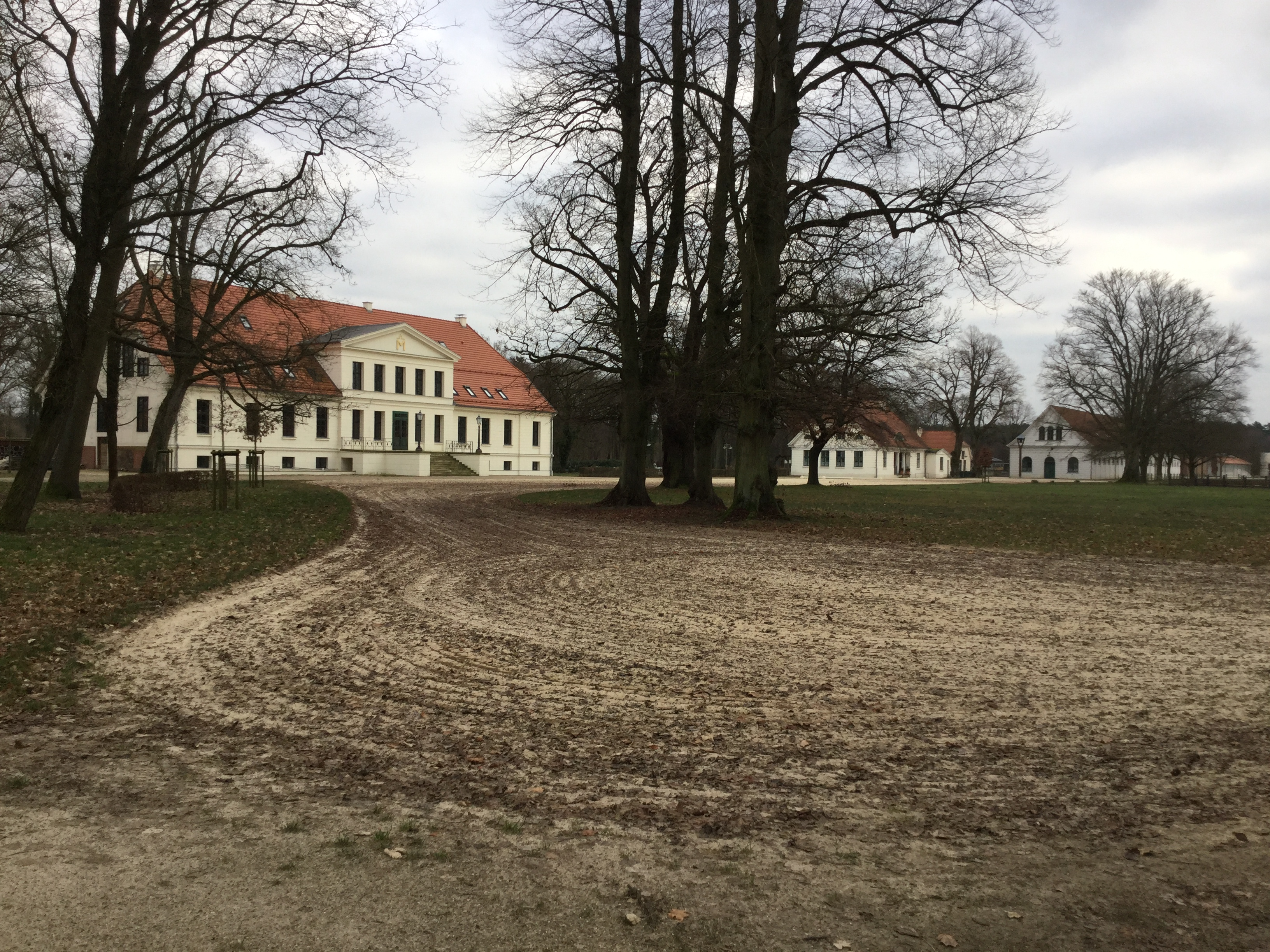
Redefin Gestütsverwaltung
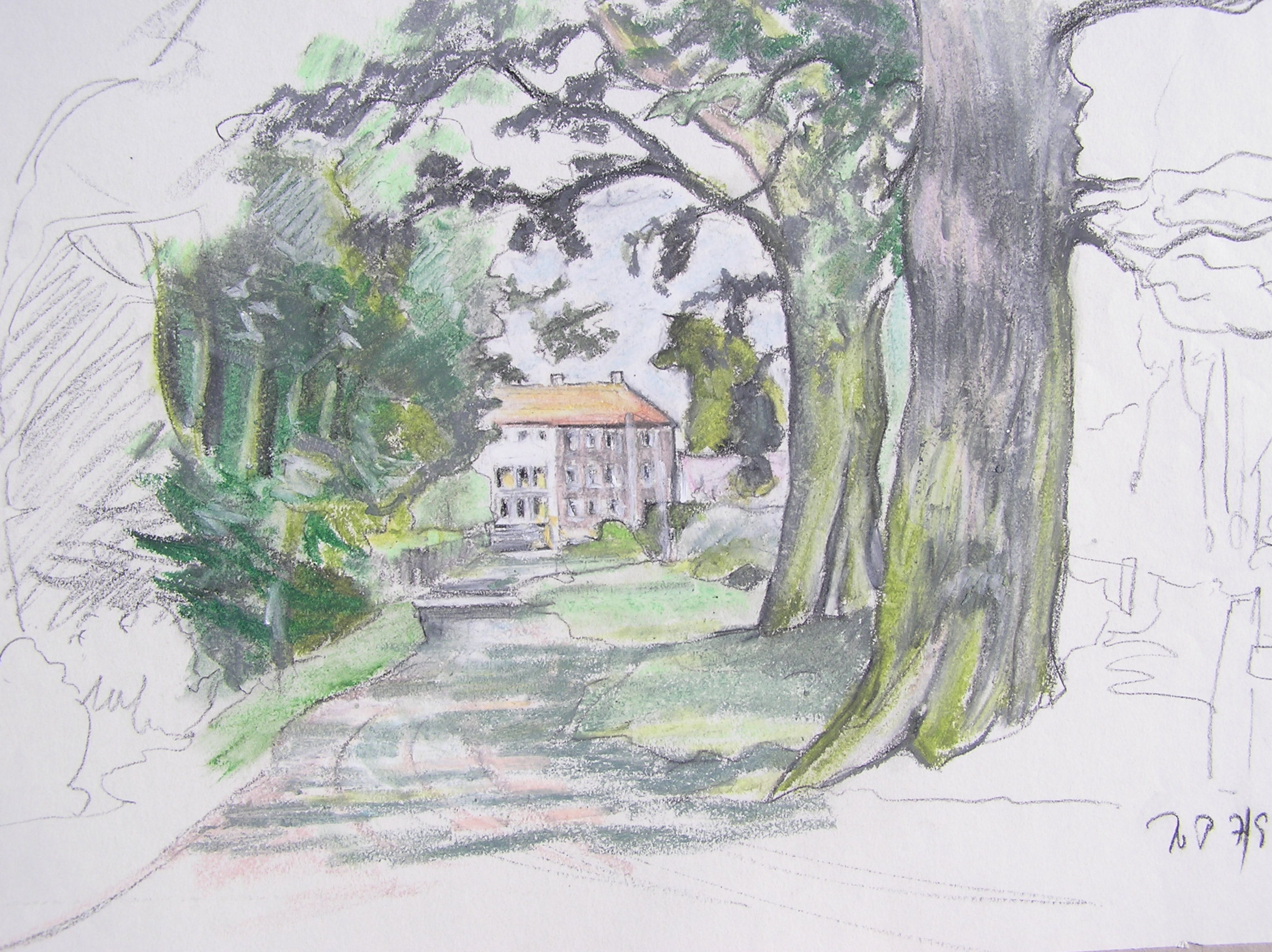
Volzrade, Alleeansicht
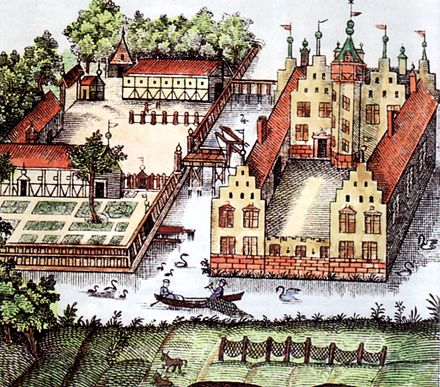
Wandsbeck, alte Schlossanlage nach 1650
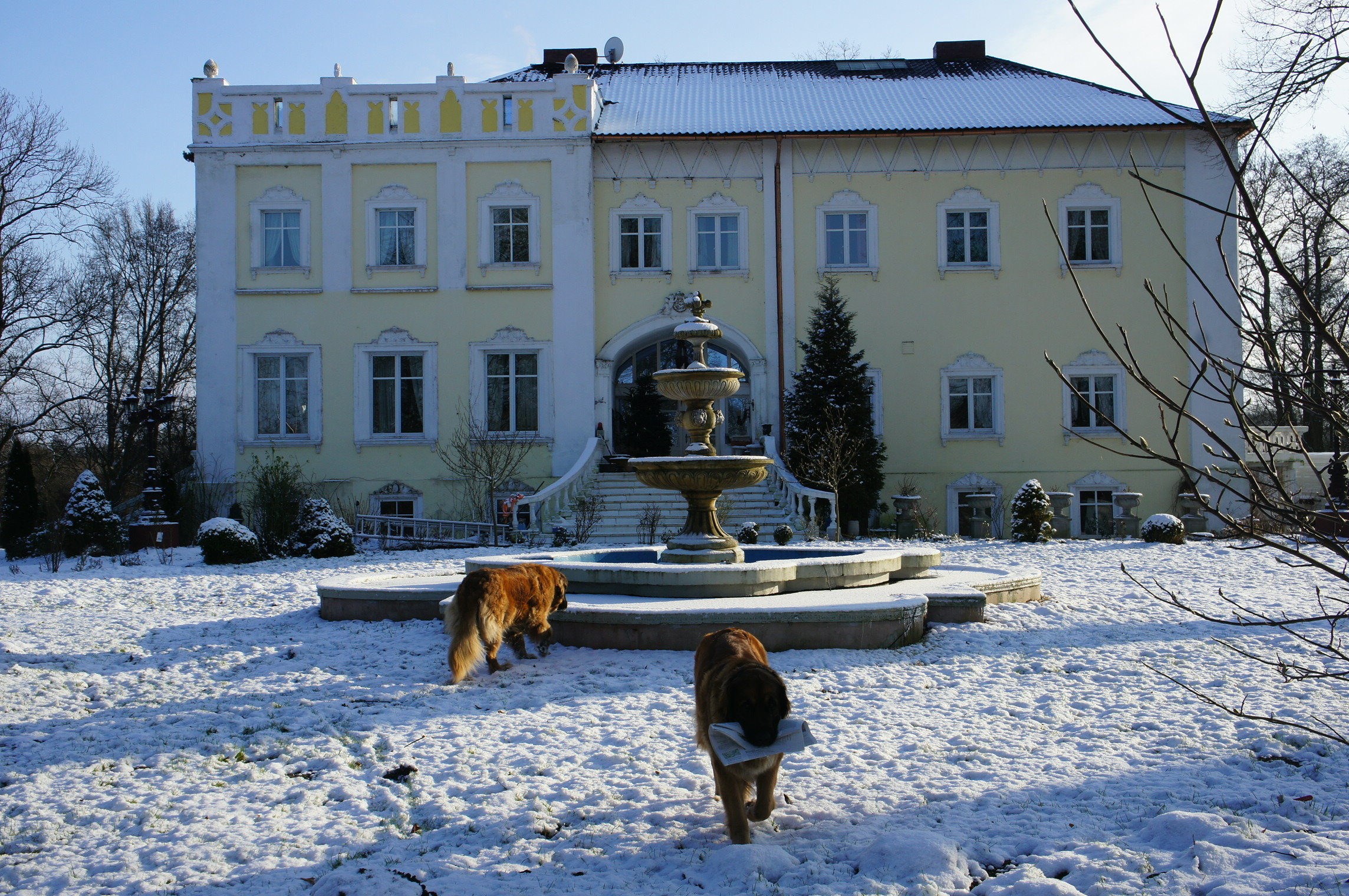
Warlitz Herrenhaus
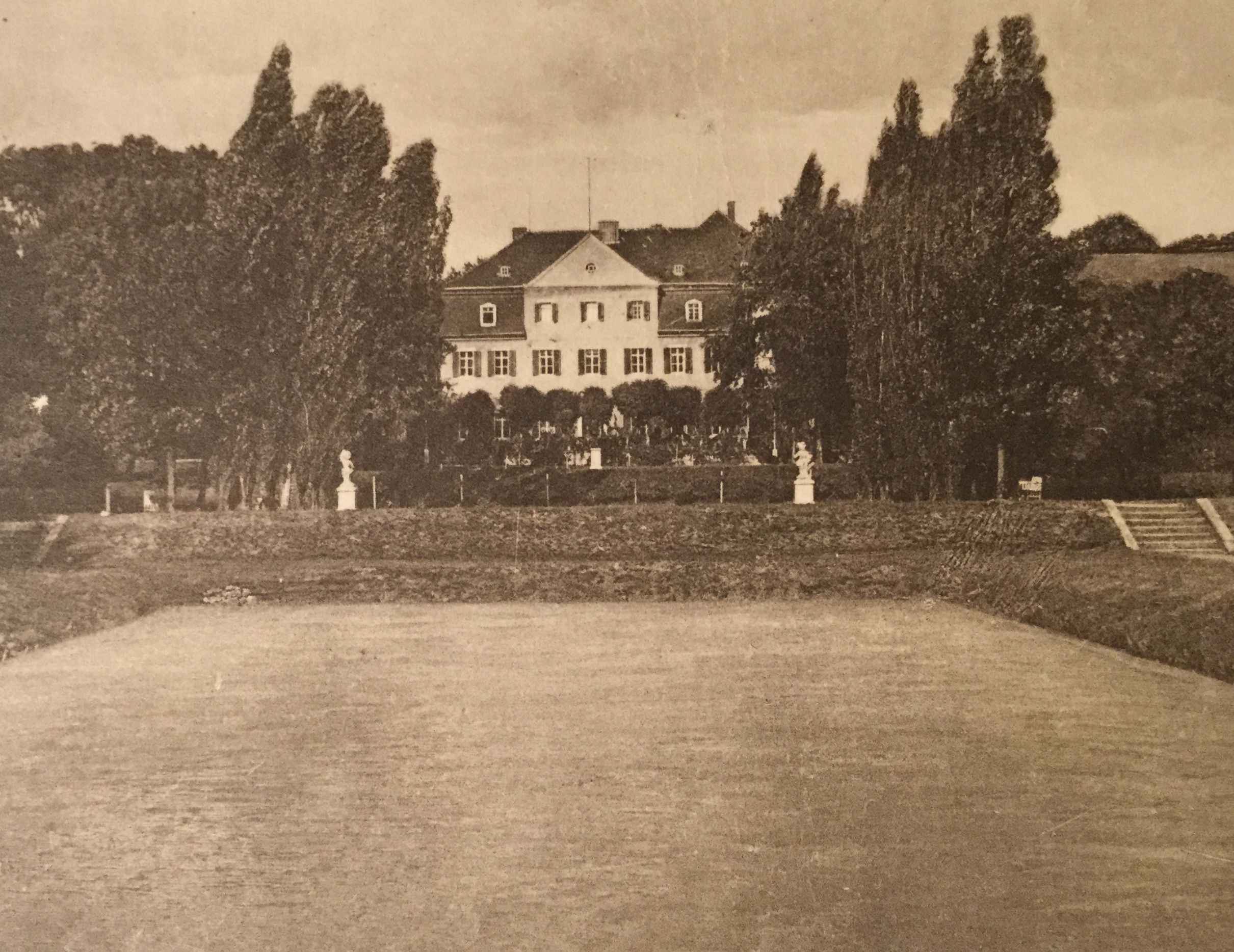
Zwethau Herrenhaus, Sachsen

## Wappen
Das Stammwappen zeigt in Silber einen stehenden, rot bezungten, hersehenden roten Löwen, der mit vierzehn goldenen Kugeln belegt ist. Auf dem gekrönten Helm mit rot-silbernen Decken vier rechtwinklig verschränkte, je mit einem natürlichen Pfauenspiegel besteckte rote Stäbe.

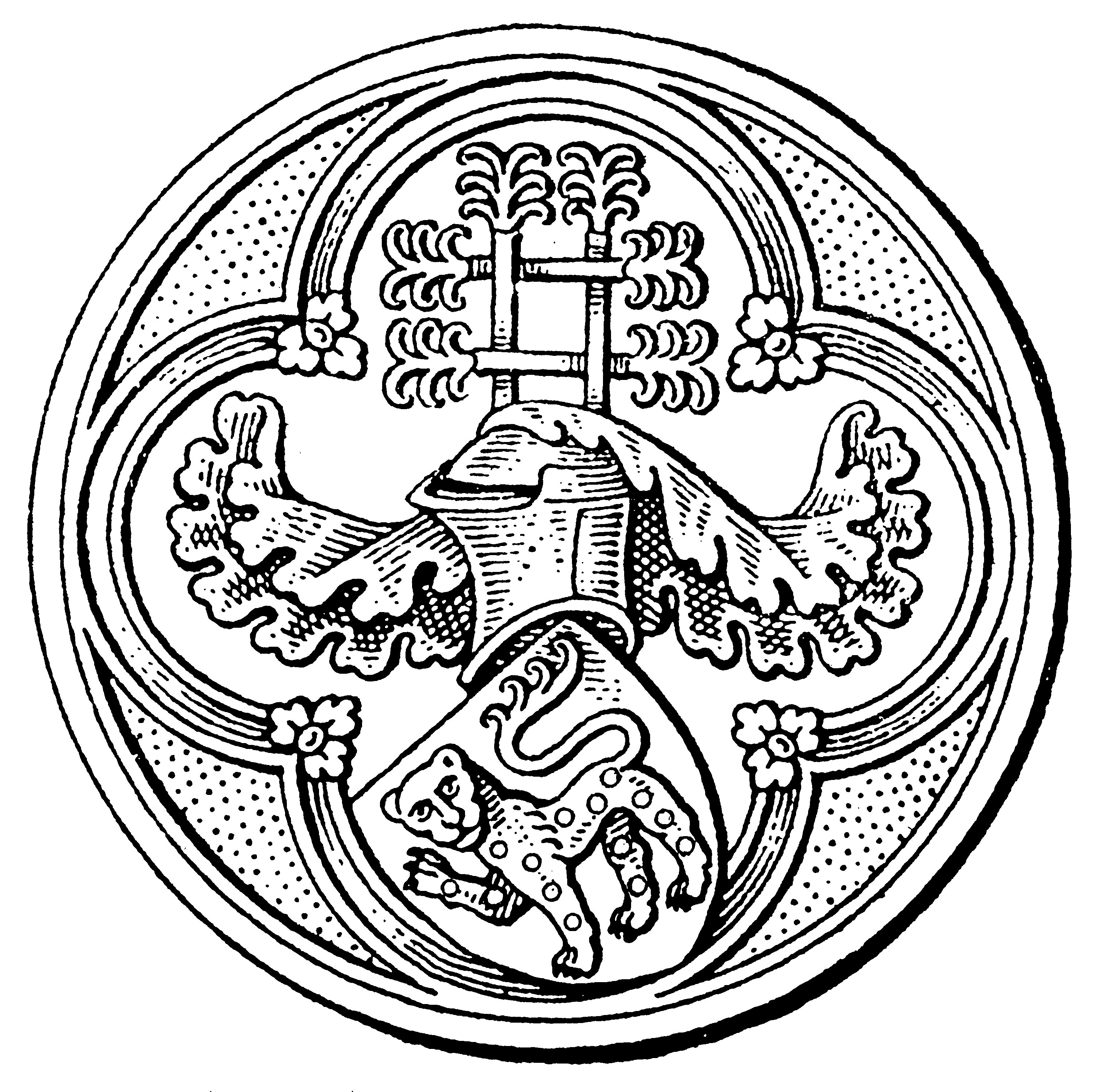
Stammwappen derer von Pentz
„Pentzen“-Wappen aus Siebmachers Wappenbuch von 1605
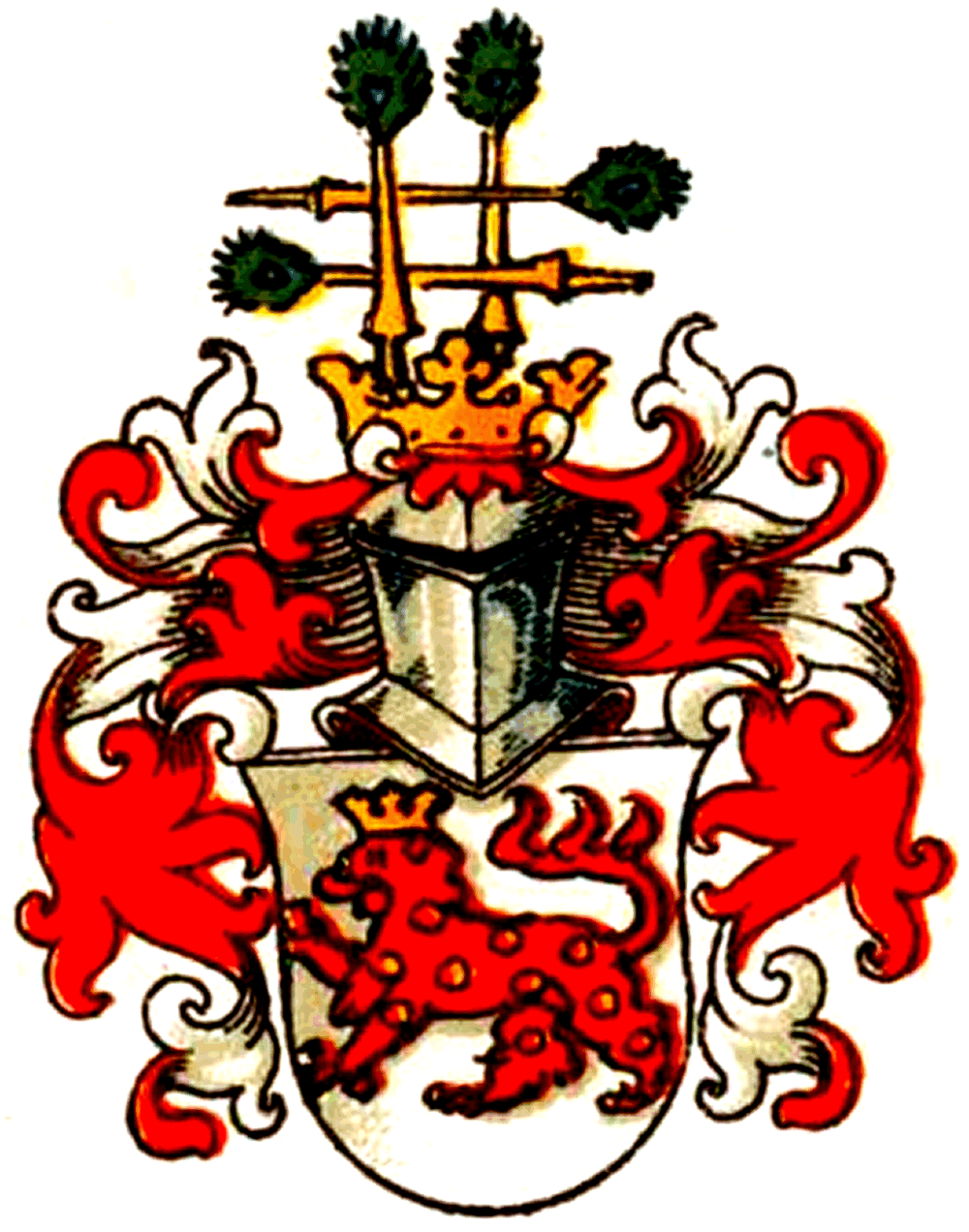
Wappenvariante der Pentz
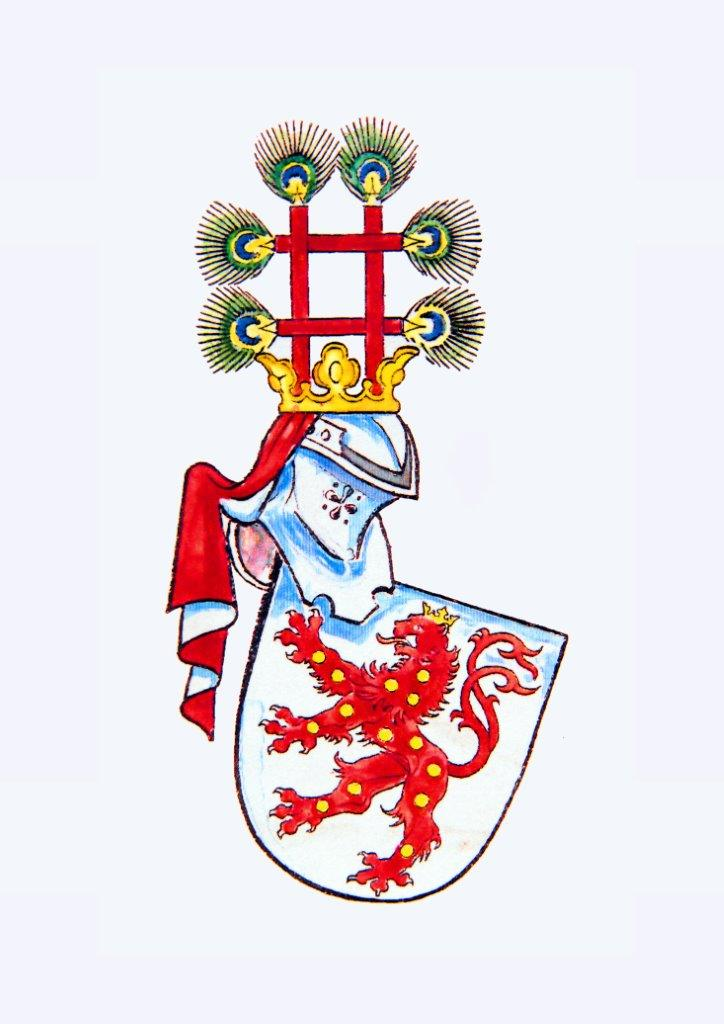
Wappen der Familie von Pentz

### Wappengeschichte
Einige Abdrücke von Petschaften zeigen den Löwen nicht stehend oder schreitend, sondern nach rechts aufgerichtet wie in Siebmachers Wappenbuch von 1605, in dem die Familie „Pentzen“ heißt und bei den Rheinländischen erscheint. Die Blasonierung sagt: „ein weisser Schild, darin ein rother Löwe mit einer gelben Krone, die Kugeln in dem Löwen weiss. Auf dem Helme eine gelbe Krone, die Pfauenfedern von ihrer Farbe, die Helmdecken roth und weiss.“ In der Ausgabe von 1701 werden sie unter den Holsteinischen geführt. Dort im Schild ein nach der rechten Seite aufgerichteter gekrönter Löwe, der auch aus dem gekrönten Helm wächst. Bei Spener Opus heraldicum (1680–1690) heißt die Familie Penzen, der Löwe ist zum Kampf bereit, nach der rechten Seite gekehrt und mit silbernen Pfennigen belegt. J.A. Rudolphi schreibt in seiner Heraldica Curiosa (1698): „einen gekrönten, links-fortschreitenden rothen Löwen mit ausgeschlagener rother Zunge und geteilten Schwanz / bestreut mit silbernen Platten / in silbernen Schild / Pentzen am Rhein.“
In den Nachrichten von adeligen Wappen Band III (1791) von Christian Friedrich August von Meding wird ein Siegel von 1332 erwähnt, das eine nach der Rechten greifende Adler- oder Greifenklaue zeigt, das Wappen des nach Pommern ausgewanderten und 1489 letztmals erwähnten Zweiges. Ein Siegel von Ulrici de Penz in Mecklenburg aus dem Jahre 1357 zeigt allerdings einen gekrönten, gehenden, oder leopardierten Löwen. Weiter heißt es: „eben dieser Löwe, noch nicht gehend, macht doch jetzt das Wappenbild dieses alten Geschlechts aus, so dass im silbernen Felde ein rother Löwe in seiner gewöhnlichen, aufgerichteten Stellung zu sehen ist. Derselbe ist golden gekrönt und am Leibe mit vierzehn goldenen Pfennigen, oder wie Andere wollen, Flecken belegt.“ Weiter gibt er an, dass sich auf einem Lackabdruck auf dem gekrönten Helm vier runde, Fackeln ähnliche Schäfte befänden, von denen zwei aufrecht ständen, die anderen zwei aber quer durch die ersten gesteckt wären, jeder oben mit einer Pfauenfeder besetzt, die oberen querliegend an der rechten, die unteren an der linken Seite.
Nach Kneschkes Die Wappen der deutschen freiherrlichen und adeligen Familien. (1856) zeigt das Wappen in Silber ein nach der rechten Seite schreitenden, gekrönten roten Löwen mit roter ausgeschlagener Zunge und in die Höhe geworfenen Schweif, der mit 14 goldenen Kugeln bzw. Pfennigen belegt ist. Auf dem Schild ein bekrönter Helm, welcher zwei nebeneinander aufgerichtete, an der Spitze mit einer Pfauenfeder besteckte, silberne Lanzenschäfte trägt, durch die zwei weitere Lanzenschäfte quer so gesteckt sind, dass die Spitze des unteren durch den rechten, die des oberen durch den linken Schaft bedeckt wird. Die Helmdecken sind rot-silbern. Die heraldische Ausführung im Mecklenburgischen Wappenbuch wiederum ist gänzlich ohne Lanzen.

## Bekannte Familienmitglieder
- Carl (Wilhelm Friedrich David) von Pentz (1776–1827), 1811–1827 Staatsminister von Mecklenburg-Strelitz[12]
- Christian von Pentz (Diplomat) (1600–1651), Reichsgraf, Gouverneur von Glückstadt und Diplomat im Dienste Königs Christian IV. von Dänemark
- Anna von Pentz a. d. H. Besendorf, 1625–1634 Domina im Kloster Dobbertin.[13]
- Christian von Pentz (Offizier) (1882–1952), deutscher Stabsoffizier im Ersten Weltkrieg, verheiratet mit Ann-Marie, Tochter des Generalfeldmarschalls und Reichspräsidenten Paul von Beneckendorff und von Hindenburg
- Christian von Pentz (1855–1935), Landoberstallmeister Marbach, Baden-Württemberg[14]
- Conrad Lüder von Pentz (1728–1782), mecklenburgischer Genealoge
- Franz von Pentz (1850–1908), mecklenburgischer Jurist, Bürgermeister und Landtagsabgeordneter
- Friedrich von Pentz (1841–1921), preußischer Generalmajor[15]
- Kuno von Pentz (1857–1936), Architekt und preußischer Baubeamter
- Markwart von Pentz (1570–1627), Obrist und Generalkommissar für ganz Niedersachsen
- Markwart von Pentz (* 1963), deutscher Manager
- Nicolaus von Pentz († 1482), Bischof von Schwerin, Amtszeit von 1479 bis 1482
- Oelgard von Pentz (1594–1654), Pfandbesitzerin der mecklenburgischen Ämter Lübz und Crivitz, Erbherrin auf Rubiergard und Fritzholm in Dänemark
- Vera von Pentz (* 1966), Richterin am Bundesgerichtshof